# Chécy
Pour les articles homonymes, voir Chécy (homonymie).
Pour l’article ayant un titre homophone, voir Chessy.
Chécy est une commune française située dans le département du Loiret en région Centre-Val de Loire.
La commune, située dans le périmètre inscrit au patrimoine mondial de l'Unesco, possède des paysages et des milieux écologiques remarquables, ainsi qu'un certain cachet patrimonial autour du canal et du vieux bourg. Si elle s'est développée autour de son activité commerciale, elle devient au début du XXIe siècle de plus en plus résidentielle.

## Géographie

### Localisation
La ville est située dans l'aire d'attraction et l'unité urbaine d'Orléans à 10 km à l'est d'Orléans et 117 km au sud de Paris sur la rive droite de la Loire. Les deux ponts les plus proches sont, en amont celui de Jargeau (à 9 km), et en aval le pont René Thinat à Orléans (à 9,5 km).

### Communes limitrophes
Les communes limitrophes sont Boigny-sur-Bionne, Bou, Combleux, Mardié, Saint-Denis-en-Val, Saint-Jean-de-Braye et Sandillon.
|                     | Boigny-sur-Bionne |        |
| Saint-Jean de Braye | Chécy             | Mardié |
| Combleux            | La Loire          | Bou    |

### Géologie et relief
- Fz : Alluvions récentes des lits mineurs (Holocène)
- Fy : Alluvions récentes des levées et montilles de la Loire (Holocène
- Fw : Alluvions de haute terrasse de la Loire (Pléistocène (Riss))
- m2MSO : Marnes et sables de l'Orléanais (Burdigalien)
- m2MCO : Marnes et calcaires de l'Orléanais (Burdigalien)
- m1MBI : Marnes de Blamont (Aquitanien)
- m1CPi : Calcaires de Pithiviers (Aquitanien)

Carte géologique de la commune de Chécy.
Fz : Alluvions récentes des lits mineurs (Holocène)
Fy : Alluvions récentes des levées et montilles de la Loire (Holocène
Fw : Alluvions de haute terrasse de la Loire (Pléistocène (Riss))
m2MSO : Marnes et sables de l'Orléanais (Burdigalien)
m2MCO : Marnes et calcaires de l'Orléanais (Burdigalien)
m1MBI : Marnes de Blamont (Aquitanien)
m1CPi : Calcaires de Pithiviers (Aquitanien)
$ : Carrière à ciel ouvert

La région d’Orléans se situe dans le sud du Bassin parisien, vaste cuvette composée d’un empilement de couches sédimentaires d’origines essentiellement détritiques (issus de l’érosion d’anciennes chaînes de montagnes) et carbonatées (précipitation de carbonate de calcium). Ces dépôts s'étagent du Trias (−250 millions d’années) au Pliocène (−23 millions d’années) et se font surtout en contexte marin, mais aussi en milieu lacustre. Les successions de périodes glaciaires et interglaciaires au Quaternaire aboutissent à la configuration géomorphologique actuelle : altération plus ou moins profonde des roches en place, terrasses alluviales anciennes perchées sur les plateaux et incision de la vallée actuelle de la Loire,.
Les calcaires de Beauce, qui constituent le socle du territoire communal, se forment à l'Aquitanien (de −23 à −20,5 millions d’années). Leur partie supérieure, les marnes et calcaires de l’Orléanais (m2MCO), occupe la partie centrale de la commune. Les marnes et sables de l’Orléanais (m2MSO), premiers dépôts burdigaliens (de −20,44 à −15,97 millions d'années) recouvrant les calcaires de Beauce, occupent la partie ouest de la commune. Ces sables sont essentiellement composés de grains de quartz émoussés, accompagnés de feldspaths kaolinisés et friables, de silex à patine noire et de graviers calcaires particulièrement fréquents à la base de la formation,. Cette formation est elle-même surmontée par les sables et argiles de Sologne (m3-p1SASO), datés du Langhien supérieur au Pliocène inférieur, une formation composée de sables (quartz gneissique ou granitique) argileux très grossiers à fins et de lentilles d’argile verte, pure ou sableuse, occupant une partie est de la commune.
Diverses alluvions complètent cette stratigraphie géologique : des alluvions fluviatiles anciennes, les hautes terrasses de la Loire, comprises entre 10 et 30 m (Fw) et affleurant dans une grande partie nord du territoire communal, et des alluvions plus récentes, datant de l'Holocène (Fz), situées dans le lit mineur de la Bionne et de l'Oussance datant de l'Holocène, des sables quartzeux émoussés repris des Sables de l'Orléanais sous-jacents érodés par les cours d'eau, mais aussi des alluvions de la Loire (Fy).
Fragmentés et fissurés, les calcaires peuvent être le siège de phénomènes karstiques. Les circulations préférentielles d’eaux souterraines érodent ces calcaires en profondeur et entraînent la formation de dépressions, gouffres ou dolines. Les manifestations en surface de ces fragilités sont courantes dans la région orléanaise. En 2003, le BRGM a inventorié 39 cavités sur la commune, dont six gouffres et des dolines (dépressions circulaires ou elliptiques liées à l'activité karstique).
Le territoire communal est relativement plat puisque le dénivelé maximal est de 21 mètres. L'altitude du territoire varie en effet de 95 mètres à 116 mètres,.

### Hydrographie

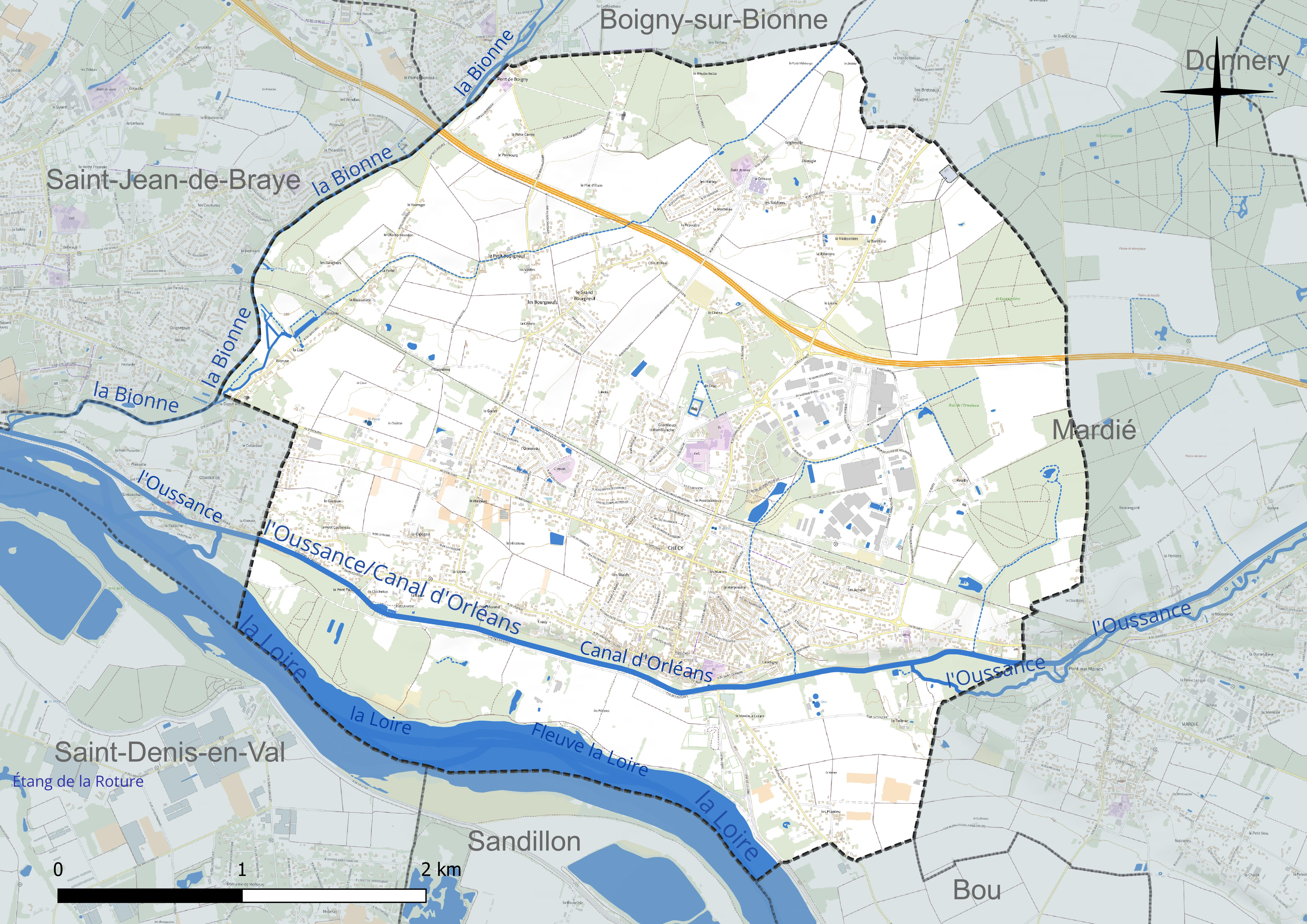
Réseau hydrographique de Chécy.

La commune est traversée par le Canal d'Orléans (4,364 km) et la Loire (1,022 km), qui constitue la limite sud du territoire communal.
Le réseau hydrographique communal, d'une longueur totale de 20,28 km, comprend deux autres cours d'eau notables, l'Oussance (4,101 km) et la Bionne (1,58 km), et divers petits cours d'eau.
Le canal d’Orléans court sur 78,65 kilomètres entre Orléans, où il débouche dans la Loire et Châlette-sur-Loing, où il rejoint le canal du Loing et le canal de Briare au niveau du bief de Buges. La commune de Chécy est traversée par le bief de Combleux, d'une longueur de 5 450 m entre l'écluse de Pont-aux-Moines sur la commune de Mardié et l'écluse de la Patache sur la commune de Combleux. Le canal est en plein essor de 1692 à 1793. De 1 500 à 2 000 bateaux remontent chaque année la Loire depuis Nantes pour gagner Paris. À Chécy, le Port-à-l'Ardoise est aménagé et permet, à partir de 1783, le débarquement de matériaux de construction en provenance de l'Anjou. Le port de la Herpinière, à Chécy également, accueillait déjà les vins locaux et ceux de la rive opposée de la Loire. Mais avec la concurrence du rail, le trafic diminue puis disparaît complètement au début du 20e siècle. Le canal est déclassé en 1954 des voies navigables et entre dans le domaine privé de l’État. Des promenades dans un bateau pouvant accueillir une centaine de places sont aujourd'hui proposées entre le port d'attache de Pont-aux-Moines et Combleux en aval.
Le cours de la Loire s’insère dans une large vallée qu’elle a façonnée peu à peu depuis des milliers d’années. Elle traverse le sud du département du Loiret depuis Beaulieu-sur-Loire jusqu'à Beaugency, avec un cours large et lent. La Loire présente des fluctuations saisonnières de débit assez marquées. La station hydrométrique la plus proche de la commune et servant de référence en cas de crue est celle d'Orléans, au droit du pont Royal. Le débit mensuel moyen (calculé sur 55 ans pour cette station) varie de 96,80 m3/s au mois d'août à 600 m3/s au mois de février. La Loire connaît toutefois en cas d'intempéries exceptionnelles des pics de débits très importants, le maximum ayant été atteint sur cette station le 8 décembre 2003 avec 3 130 m3/s. Le débit maximal de la Loire calculé pour les crues maximales de 1856 ou 1866 est de l'ordre de 7 000 m3/s,. La hauteur maximale a été atteinte le 2 juin 1856 avec 7,10 m.Son débit est régulé par des barrages amont (Naussac en amont sur l’Allier et Villerest). Ces barrages interviennent pour le soutien d’étiage (débit minimum de 60 m3/s en étiage à Gien) et Villerest permet également d’écrêter les crues. La Loire est un cours d’eau domanial classé en deuxième catégorie piscicole. L'espèce biologique dominante est constituée essentiellement de poissons blancs (cyprinidés) et de carnassiers (brochet, sandre et perche). Depuis les années 1990 ce type de rivières est également peuplé de silures.
Le Cens, d'une longueur totale de 19,9 km, prend sa source dans la commune de Nibelle et se jette dans le Canal d'Orléans à Combleux, après avoir traversé 11 communes.
La Bionne, d'une longueur totale de 18,9 km, constitue la limite ouest de la commune. Elle prend sa source dans la commune de Loury et se jette dans le Canal d'Orléans à Saint-Jean-de-Braye, après avoir traversé 7 communes. Sur le plan piscicole, la Bionne est classée en deuxième catégorie piscicole.

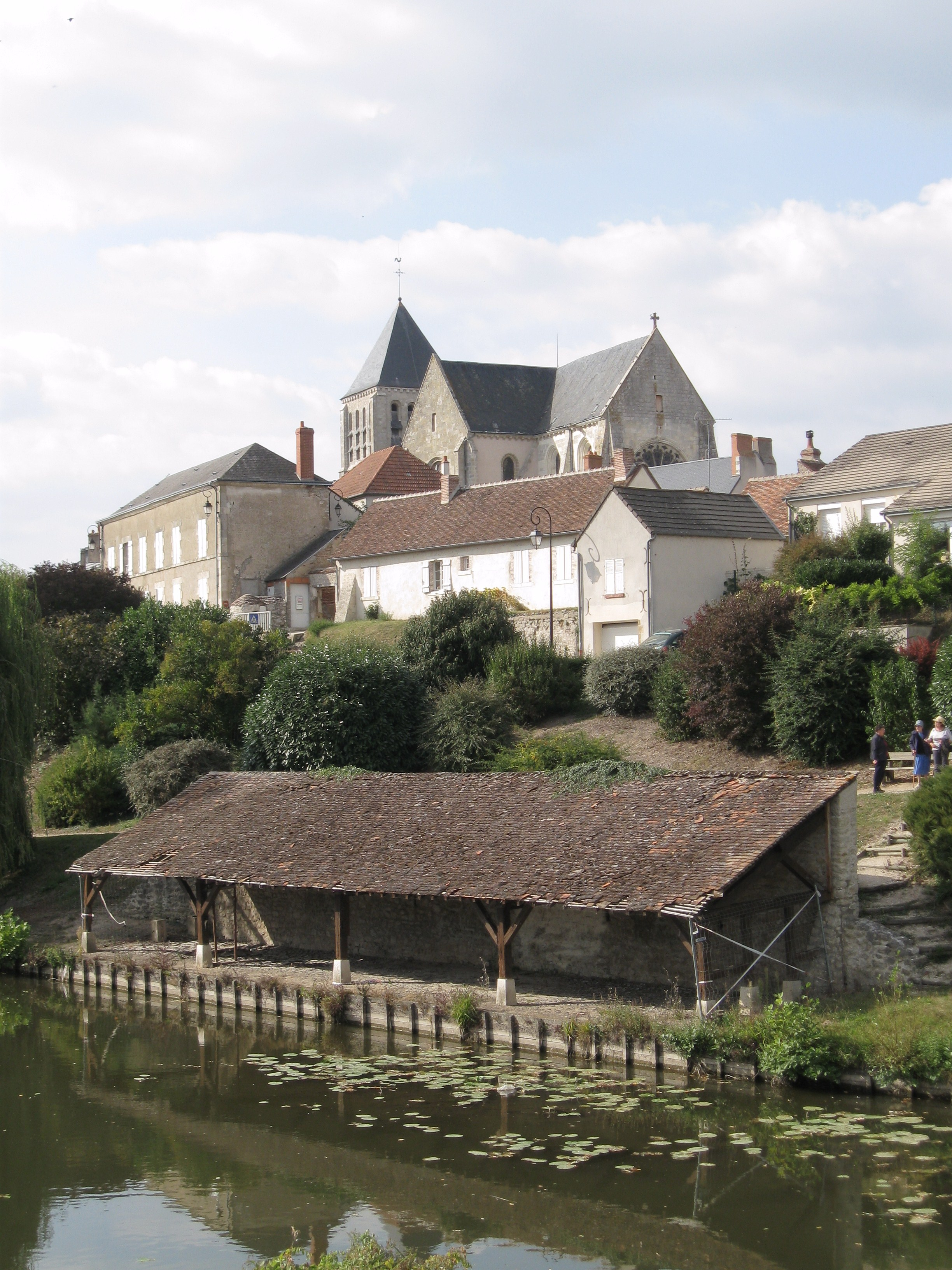
Lavoir en bordure du canal d'Orléans.
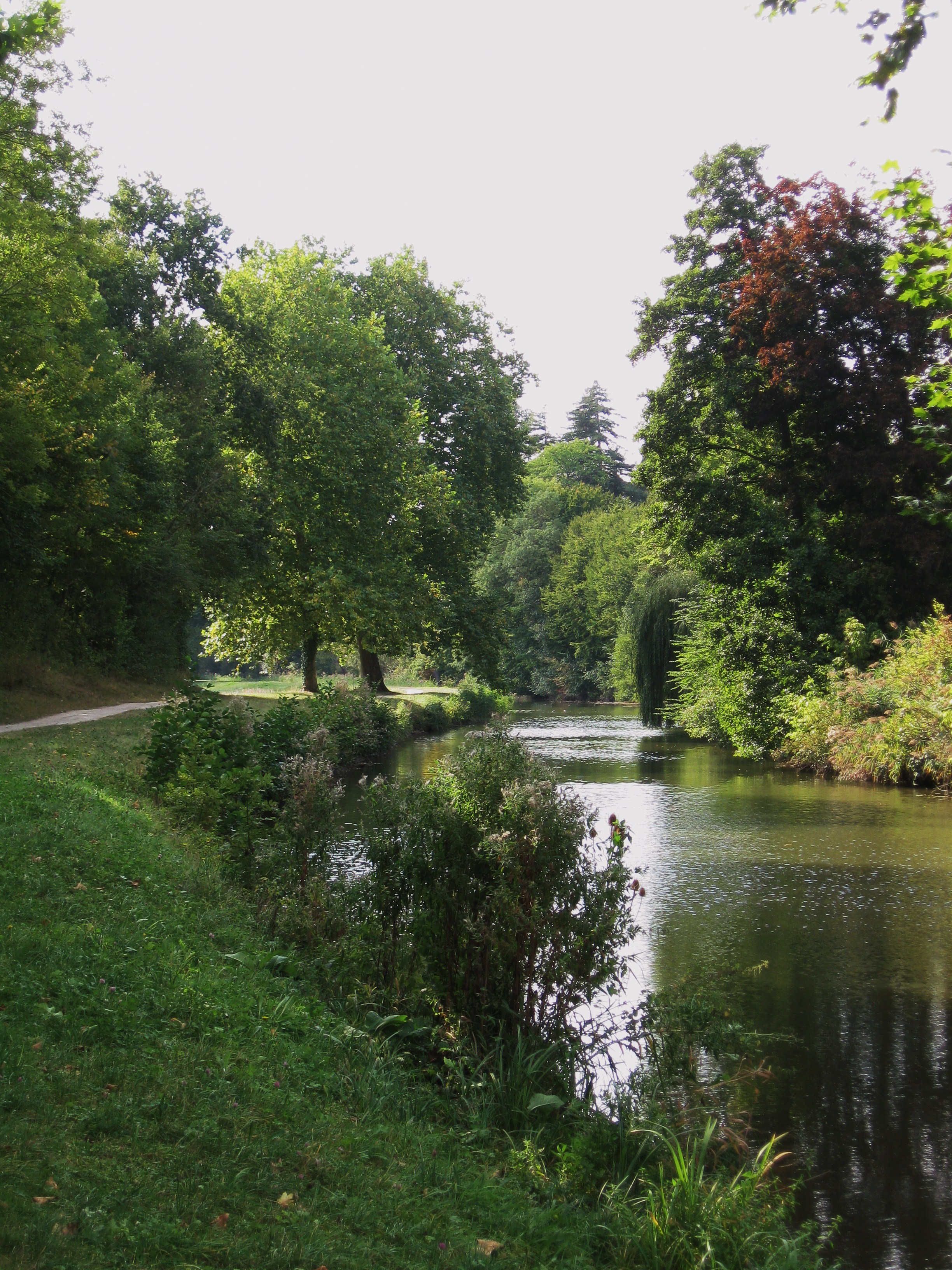
Le canal d'Orléans.
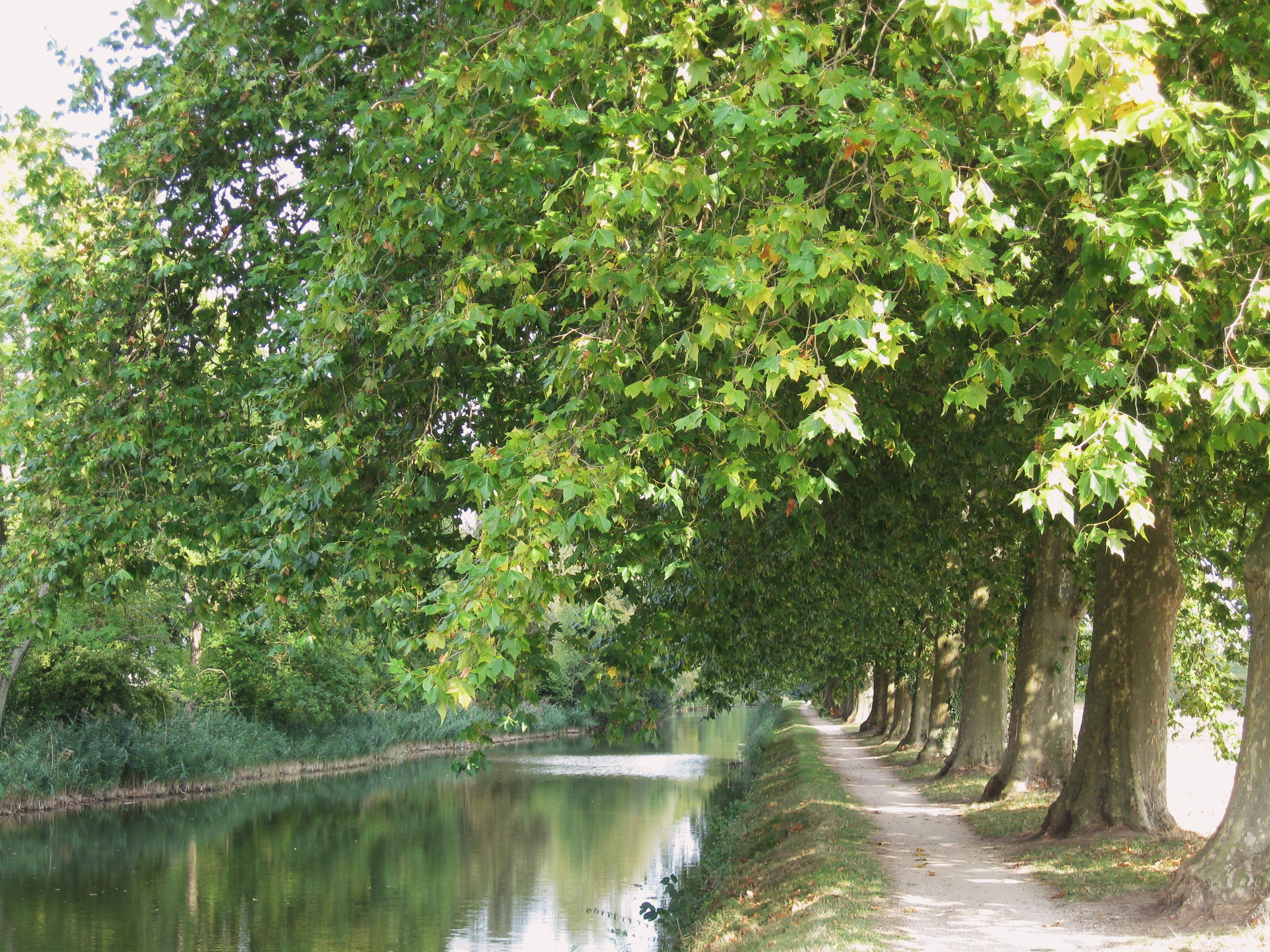
Chemin de halage du bief de Combleux en amont du pont de Chécy.

### Climat
Pour des articles plus généraux, voir Climat du Centre-Val de Loire et Climat du Loiret.
En 2010, le climat de la commune est de type climat océanique dégradé des plaines du Centre et du Nord, selon une étude du CNRS s'appuyant sur une série de données couvrant la période 1971-2000. En 2020, Météo-France publie une typologie des climats de la France métropolitaine dans laquelle la commune est exposée à un climat océanique altéré et est dans la région climatique Moyenne vallée de la Loire, caractérisée par une bonne insolation (1 850 h/an) et un été peu pluvieux.
Pour la période 1971-2000, la température annuelle moyenne est de 10,9 °C, avec une amplitude thermique annuelle de 15,4 °C. Le cumul annuel moyen de précipitations est de 673 mm, avec 11,2 jours de précipitations en janvier et 7,4 jours en juillet. Pour la période 1991-2020, la température moyenne annuelle observée sur la station météorologique de Météo-France la plus proche, sur la commune de Fleury-les-Aubrais à 9 km à vol d'oiseau, est de 11,7 °C et le cumul annuel moyen de précipitations est de 728,8 mm,. Pour l'avenir, les paramètres climatiques de la commune estimés pour 2050 selon différents scénarios d'émission de gaz à effet de serre sont consultables sur un site dédié publié par Météo-France en novembre 2022.
| Mois                                  | jan.           | fév.             | mars           | avril         | mai           | juin         | jui.           | août          | sep.           | oct.            | nov.           | déc.             | année     |
| ------------------------------------- | -------------- | ---------------- | -------------- | ------------- | ------------- | ------------ | -------------- | ------------- | -------------- | --------------- | -------------- | ---------------- | --------- |
| Température minimale moyenne (°C)     | 1,4            | 0,9              | 3              | 5             | 8,7           | 11,9         | 13,8           | 13,5          | 10,2           | 7,8             | 4,2            | 1,9              | 6,9       |
| Température moyenne (°C)              | 4,3            | 4,8              | 7,9            | 10,6          | 14,3          | 17,7         | 19,9           | 19,8          | 16,1           | 12,3            | 7,6            | 4,8              | 11,7      |
| Température maximale moyenne (°C)     | 7,3            | 8,7              | 12,9           | 16,3          | 19,9          | 23,5         | 26             | 26,1          | 21,9           | 16,7            | 11             | 7,7              | 16,5      |
| Record de froid (°C) date du record   | −19 17.01.1985 | −13,8 07.02.1991 | −13,1 01.03.05 | −4,5 11.04.03 | −1 05.05.1979 | 0 05.06.1991 | 3,1 16.07.1984 | 4 26.08.1993  | 0,5 30.09.1988 | −4,6 21.10.10   | −11 23.11.1993 | −12,8 30.12.1985 | −19 1985  |
| Record de chaleur (°C) date du record | 17 30.01.02    | 22,2 27.02.19    | 24,5 16.03.12  | 29,7 30.04.05 | 32 27.05.05   | 38 29.06.19  | 41,5 25.07.19  | 40,4 10.08.03 | 35 15.09.1982  | 33,1 01.10.1985 | 24 01.11.14    | 19,4 16.12.1989  | 41,5 2019 |
| Précipitations (mm)                   | 59,4           | 55,3             | 51,5           | 52            | 74,6          | 52,9         | 58,1           | 58,4          | 56,3           | 66,8            | 68,6           | 74,9             | 728,8     |

### Milieux naturels et biodiversité

#### Sites Natura 2000
Le réseau Natura 2000 est un réseau écologique européen de sites naturels d’intérêt écologique élaboré à partir des Directives « Habitats » et « Oiseaux ». Ce réseau est constitué de Zones Spéciales de Conservation (ZSC) et de Zones de Protection Spéciale (ZPS). Dans les zones de ce réseau, les États Membres s'engagent à maintenir dans un état de conservation favorable les types d'habitats et d'espèces concernés, par le biais de mesures réglementaires, administratives ou contractuelles. L'objectif est de promouvoir une gestion adaptée des habitats tout en tenant compte des exigences économiques, sociales et culturelles, ainsi que des particularités régionales et locales de chaque État Membre. les activités humaines ne sont pas interdites, dès lors que celles-ci ne remettent pas en cause significativement l’état de conservation favorable des habitats et des espèces concernés,.
Les sites Natura 2000 présents sur le territoire communal de Chécy sont au nombre de deux.
| Numéro    | Type                         | Nom                                                 | Arrêté                  | Localisation                               |
| --------- | ---------------------------- | --------------------------------------------------- | ----------------------- | ------------------------------------------ |
| FR2400528 | SIC (Directive « Habitats ») | Vallée de la Loire de Tavers à Belleville-sur-Loire | Arrêté du 13 avril 2007 | Dans les parties est et sud de la commune. |
| FR2410017 | ZPS (Directive « Oiseaux »)  | Vallée de la Loire du Loiret                        | Arrêté du 4 mai 2007    | Dans les parties est et sud de la commune. |

Le site de la « Vallée de la Loire de Tavers à Belleville-sur-Loire », d'une superficie de 7 120 ha, concerne 51 communes. La délimitation de ce site Natura 2000 est très proche de celle correspondant à la Directive Oiseaux. L'intérêt majeur du site repose sur les milieux ligériens liés à la dynamique du fleuve, qui hébergent de nombreuses espèces citées en annexe II de la directive Habitats.
Le site de la « Vallée de la Loire du Loiret » s'étend sur 7 684 ha et concerne la vallée de la Loire dans le Loiret. Cette ZPS se poursuit en amont et en aval sur les départements voisins. L'intérêt majeur du site repose sur les milieux et les espèces ligériens liés à la dynamique du fleuve. Ces milieux hébergent de nombreuses espèces citées en annexe I de la directive Oiseaux. Le site est caractérisé par la présence de colonies nicheuses de sternes naines et pierregarin et de mouette mélanocéphale. Des sites de pêche du Balbuzard pêcheur sont également présents. Le site est également lieu de reproduction du bihoreau gris, de l'aigrette garzette, de la bondrée apivore, du milan noir, de l'œdicnème criard, du martin-pêcheur, du pic noir, de la pie-grièche écorcheur.

Sélection de représentants de l'avifaune de la zone Natura 2000 « Vallée de la Loire du Loiret ».
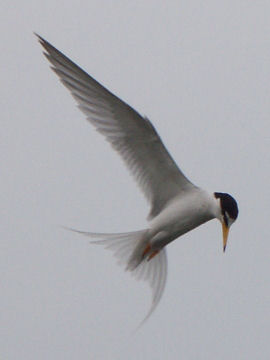
Sterne naine.
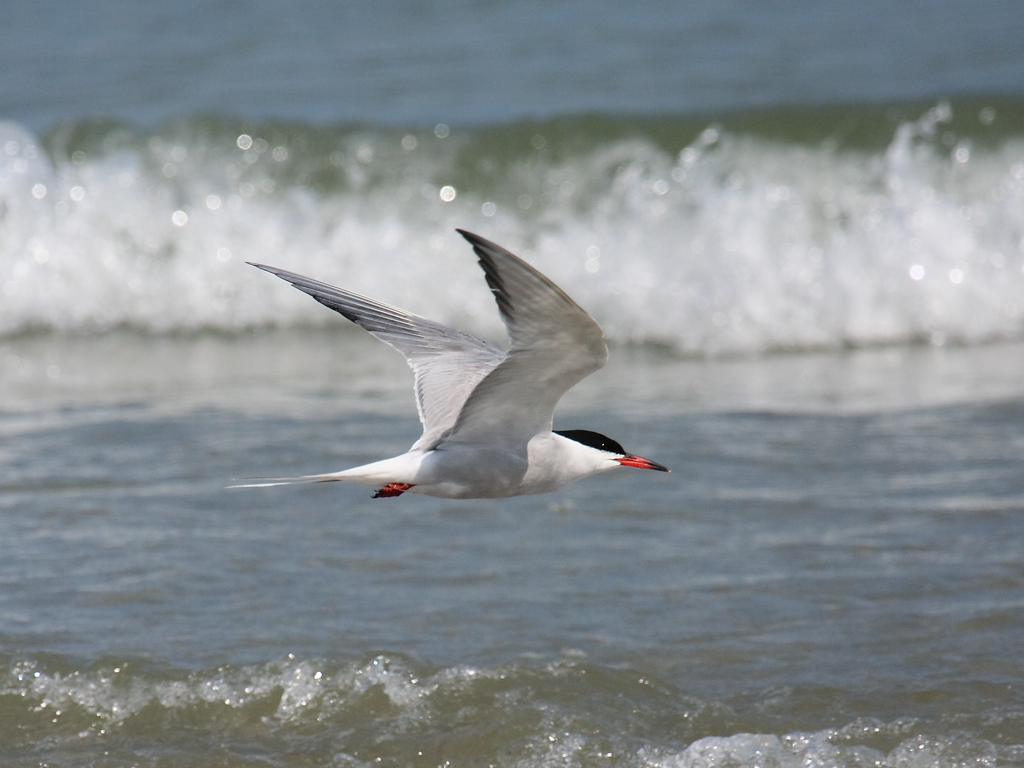
Sterne pierregarin.
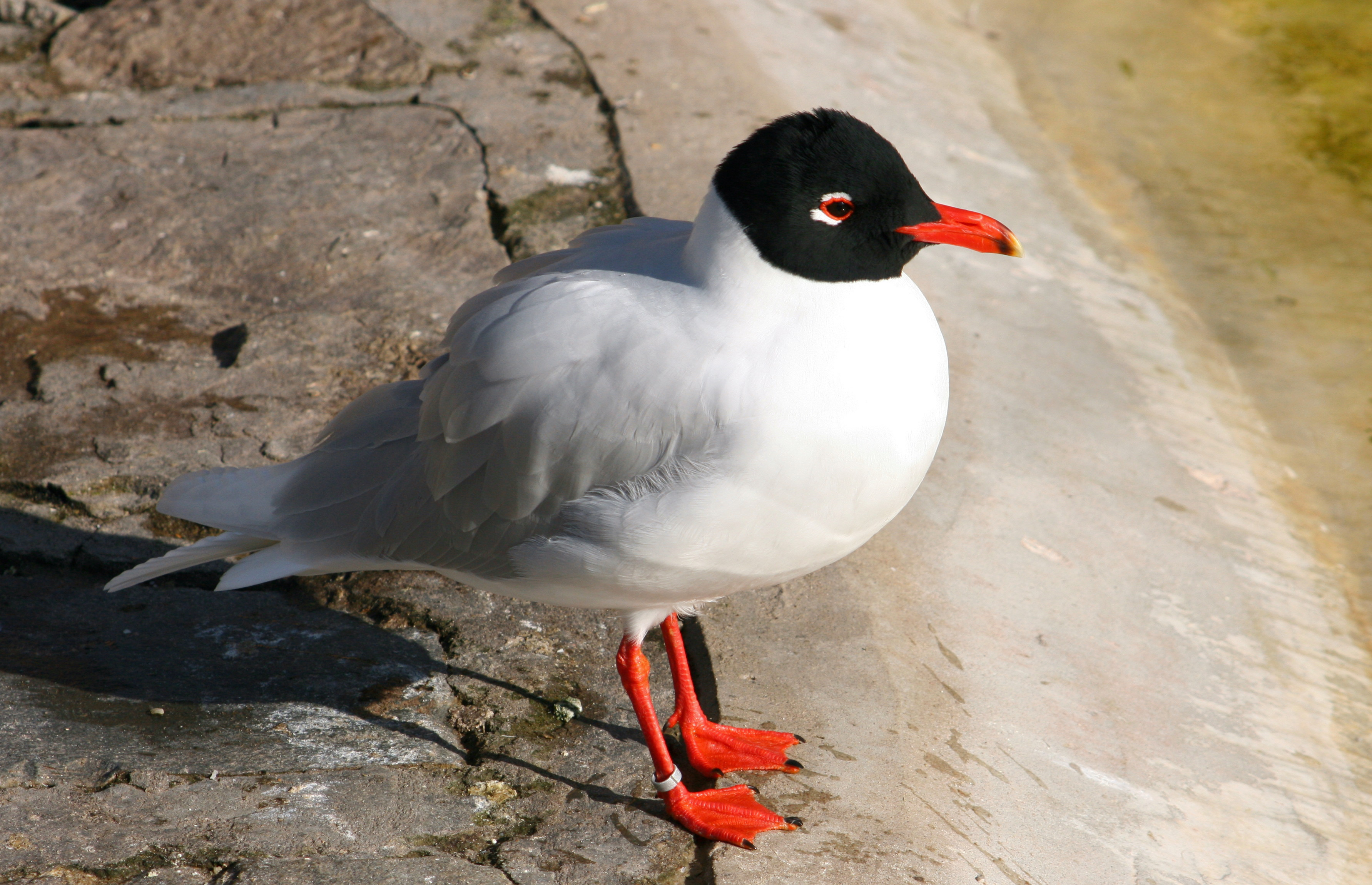
Mouette mélanocéphale.
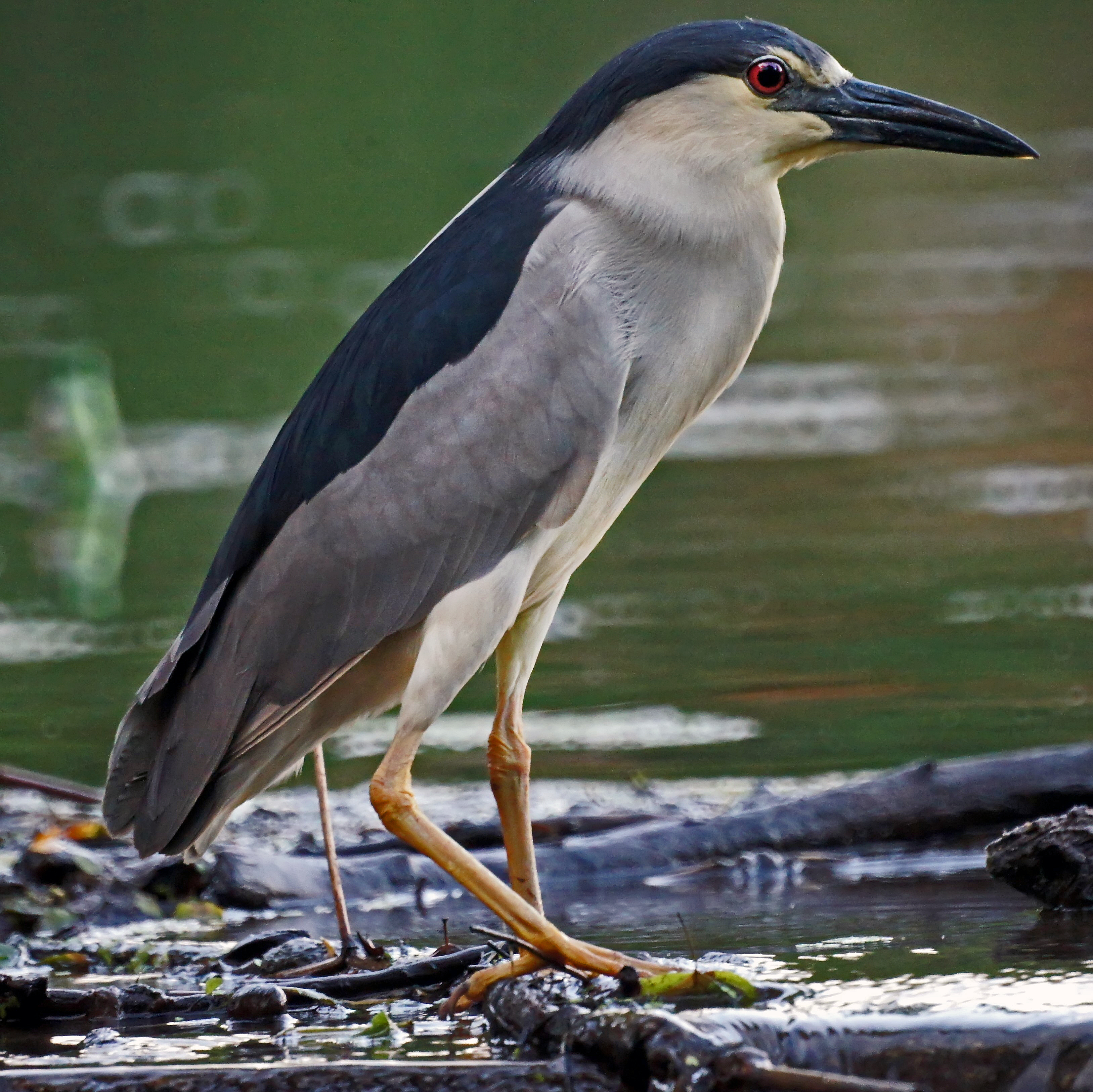
Bihoreau gris.
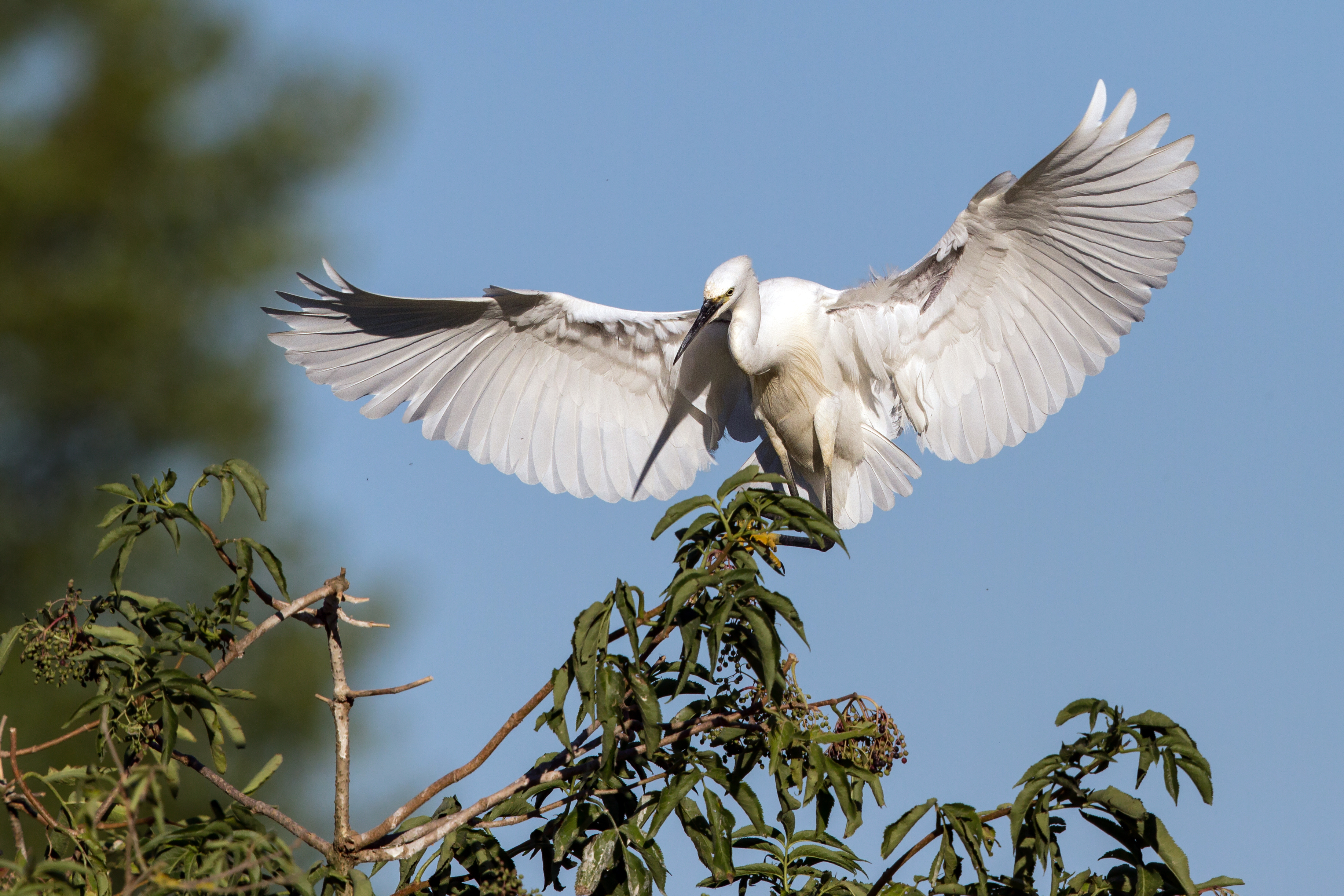
Aigrette garzette.
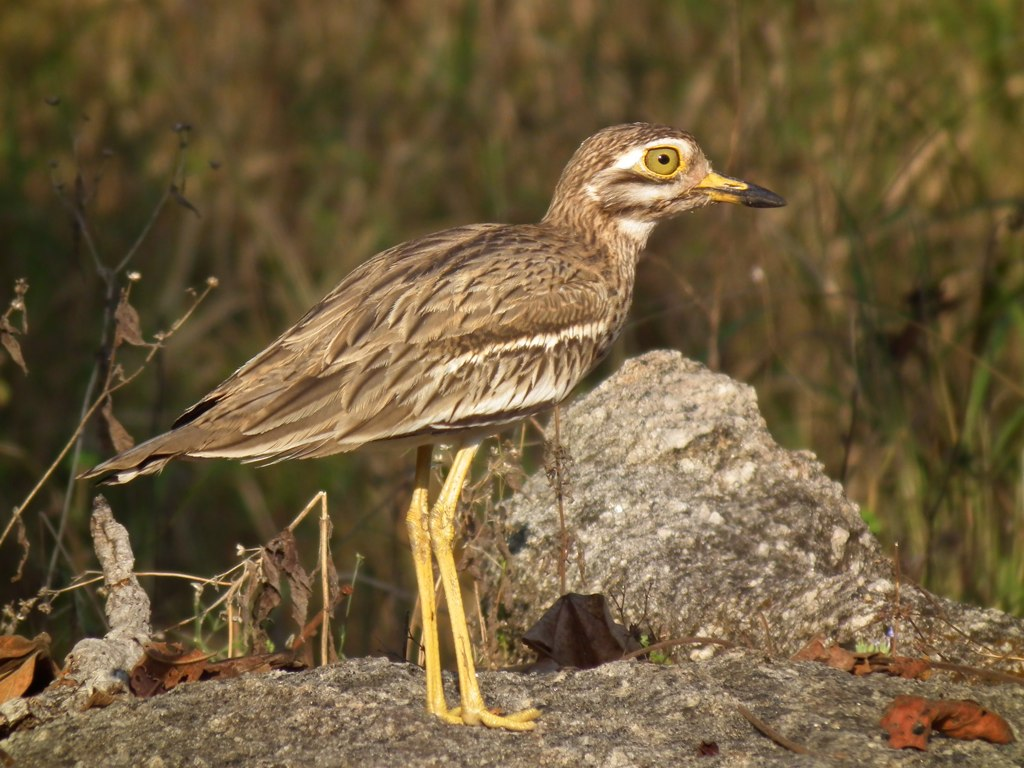
Œdicnème criard.

#### Zones nationales d'intérêt écologique, faunistique et floristique

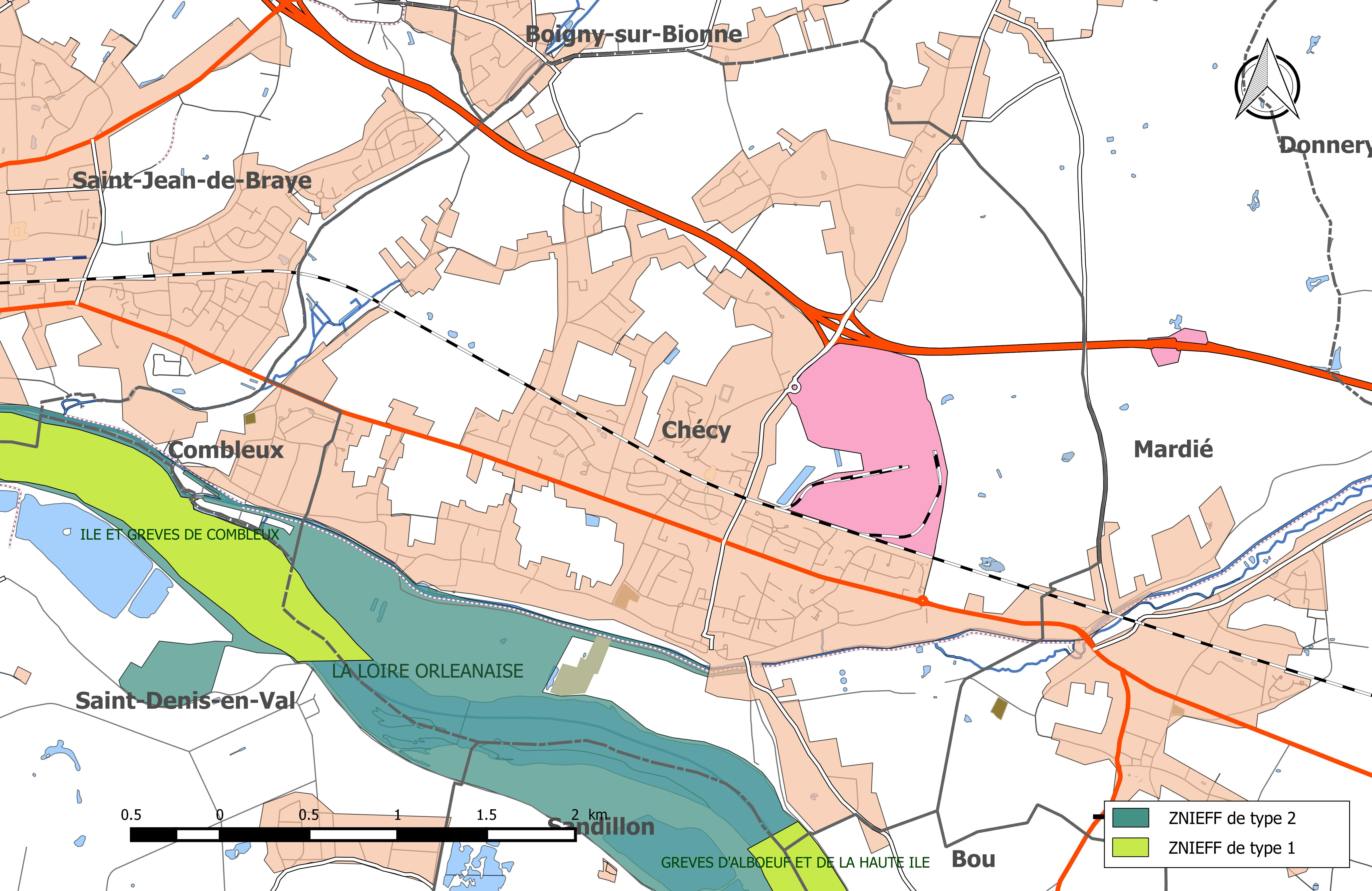
Carte des ZNIEFF de la commune et de ses abords.

L’inventaire des zones naturelles d'intérêt écologique, faunistique et floristique (ZNIEFF) a pour objectif de réaliser une couverture des zones les plus intéressantes sur le plan écologique, essentiellement dans la perspective d’améliorer la connaissance du patrimoine naturel national et de fournir aux différents décideurs un outil d’aide à la prise en compte de l’environnement dans l’aménagement du territoire. Le territoire communal de Chécy comprend trois ZNIEFF.
- les « Grèves d'Albœuf et de la Haute île », de type 1[Note 1] et de 76 hectares. La zone s'étend sur 3 communes (Bou, Chécy et Sandillon) et se situe à la sortie du méandre de Sandillon, entre les communes de Bou et de Sandillon[31]. Son altitude est de 97 m[INPN 5]. La zone comprend plusieurs grèves d'étendue et de forme variables selon le niveau de la Loire et selon les années. Au cours des dernières années, ces grèves ont accueilli l'une des plus importantes colonies de sternes du département[INPN 6].
- les « Ile et grèves de Combleux », de type 1 et de 127,97 hectares. La zone s'étend sur 5 communes (Chécy, Combleux, Saint-Denis-en-Val, Saint-Jean-de-Braye et Saint-Jean-le-Blanc) et se situe dans le lit mineur de la Loire à l'amont de l'agglomération d'Orléans, donc en milieu périurbain[32]. Son altitude est de 100 m[INPN 7]. La pulicaire commune (Pulicaria vulgaris) est présente de manière constante en plusieurs stations, dont le nombre de pieds est important. Le Castor (Castor fiber) est installé de manière pérenne et s'y reproduit chaque année. Il s'agit d'un site important pour cette espèce dans le département du Loiret. Concernant l'avifaune, cet espace assure une fonction de halte migratoire du fait de sa situation dans la partie la plus septentrionale du fleuve et de la présence de surfaces notables de grèves[INPN 8].

- la « La Loire orléanaise », de type 2[Note 2] et de 35 hectares de superficie. La zone s'étend sur 41 communes, dont 39 communes dans le Loiret et dont Bou. Elle correspond à la boucle septentrionale du fleuve[DREAL 1]. Son altitude varie entre 80 et 135 m[INPN 9]. Elle se caractérise par un lit mineur largement occupé par des îles et grèves sableuses. Ces milieux soumis au marnage annuel recèlent de multiples habitats plus ou moins temporaires. C'est pratiquement la seule section qui présente des méandres. On observe, sur les basses terrasses, quelques formations sablo-calcaires[INPN 10].

## Urbanisme

### Typologie
Au 1er janvier 2024, Chécy est catégorisée ceinture urbaine, selon la nouvelle grille communale de densité à sept niveaux définie par l'Insee en 2022.
Elle appartient à l'unité urbaine d'Orléans, une agglomération intra-départementale regroupant 19  communes, dont elle est une commune de la banlieue,,. Par ailleurs la commune fait partie de l'aire d'attraction d'Orléans, dont elle est une commune de la couronne,. Cette aire, qui regroupe 136 communes, est catégorisée dans les aires de 200 000 à moins de 700 000 habitants,.

### Occupation du sol
La répartition détaillée en 2018 est la suivante :
- zones urbanisées (31,8 %),
- terres arables (26,4 %),
- zones agricoles hétérogènes (17,9 %),
- forêts (11 %),
- zones industrielles ou commerciales et réseaux de communication (7,1 %),
- eaux continentales[Note 6] (3,8 %),
- milieux à végétation arbustive et/ou herbacée (1,8 %),
- espaces ouverts, sans ou avec peu de végétation (0,1 %)[38].

L'évolution de l’occupation des sols de la commune et de ses infrastructures peut être observée sur les différentes représentations cartographiques du territoire : la carte de Cassini (XVIIIe siècle), la carte d'état-major (1820-1866) et les cartes ou photos aériennes de l'IGN pour la période actuelle (1950 à aujourd'hui).

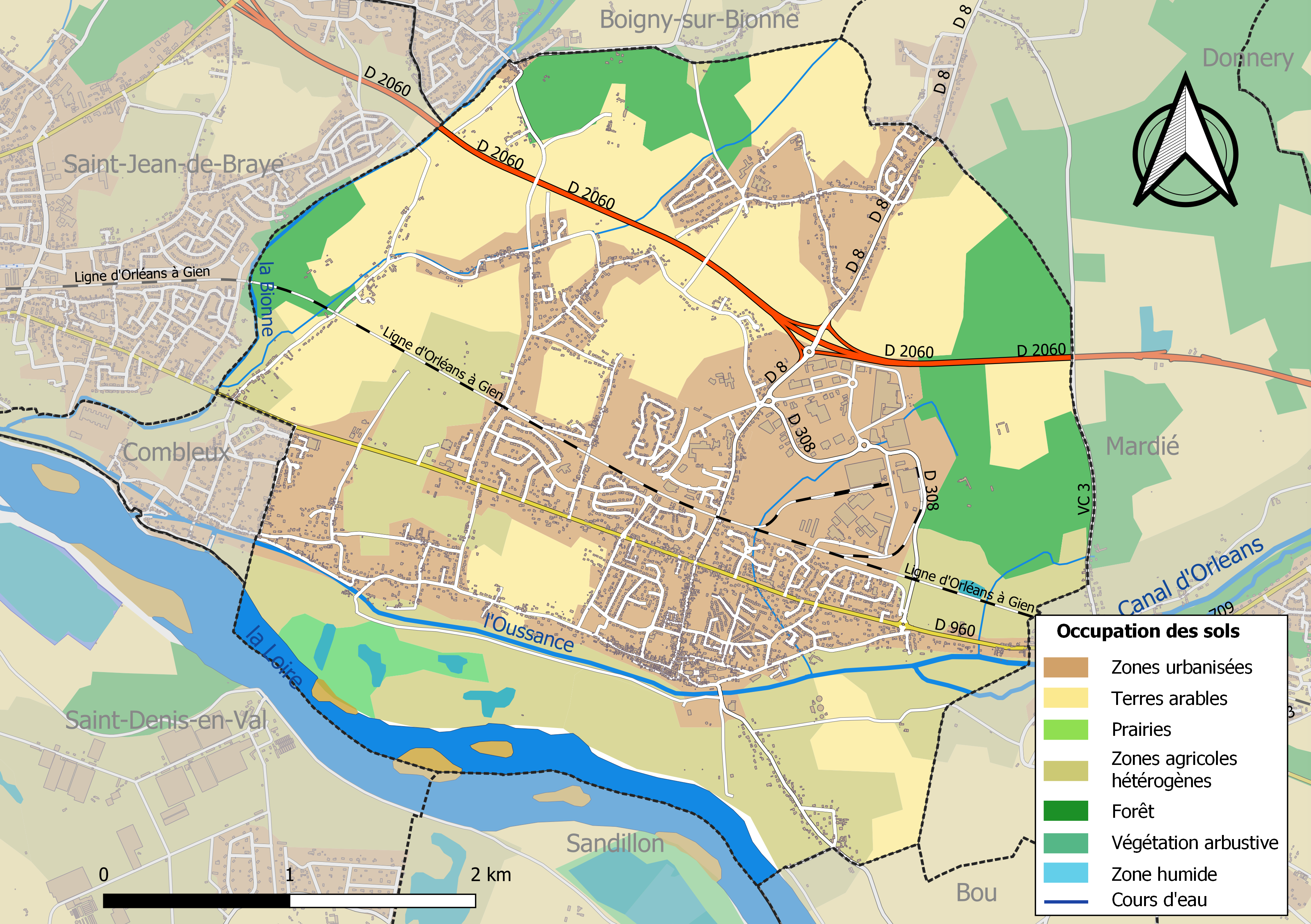
Carte des infrastructures et de l'occupation des sols de la commune en 2018 (CLC).
Carte orthophotographique de la commune en 2016.

Différents bois occupent les parties périphériques de la commune : la Guignardière, le bois de l'Ormeteau, la Bretauche, les berges de la Bionne. À ces portions forestières, il faut ajouter le parc du château du Croc, ainsi que différents boisements ligériens. La pointe au sud du canal est en partie inondable : elle n'est urbanisée que le long d'une rue, le reste de ce territoire étant consacré à des vergers, des pâtures et au camping municipal. Le Parc d'activité se situe à l'est de la commune. L'urbanisation ancienne est concentrée au nord du canal, hormis quelques bâtisses plus anciennes dispersées dans la commune. L'urbanisation récente est située au centre de la commune, à proximité du collège et de la piscine, ainsi que dans les lotissements des huttes et de la Malécotière au nord de la RD 2060 (localement dénommée tangentielle). En dehors de la voie rapide et de la voie de chemin de fer, des grands champs ainsi que de petites routes de campagne occupent la partie est.

### Planification

#### Plan local d'urbanisme
La commune a réalisé (par révision de son ancien Plan d'occupation des sols ou POS) un Plan local de l'urbanisme (PLU) exemplaire d'un point de vue environnemental, et s'est associé à l'agence de l'environnement et de la maîtrise de l'énergie (ADEME) pour réaliser une analyse environnementale de l'urbanisme (AEU) préalable au PLU, de 2005 à 2006. Cette démarche est assez novatrice dans la région Centre pour une commune inférieure à 10 000 habitants. Le PLU a été approuvé en décembre 2007.

#### SCOT de l'agglomération orléanaise
Le schéma de cohérence territorial (SCOT) de l'agglomération orléanaise, approuvé en décembre 2008, s'applique à la commune de Chécy.

### Voies de communication et transports

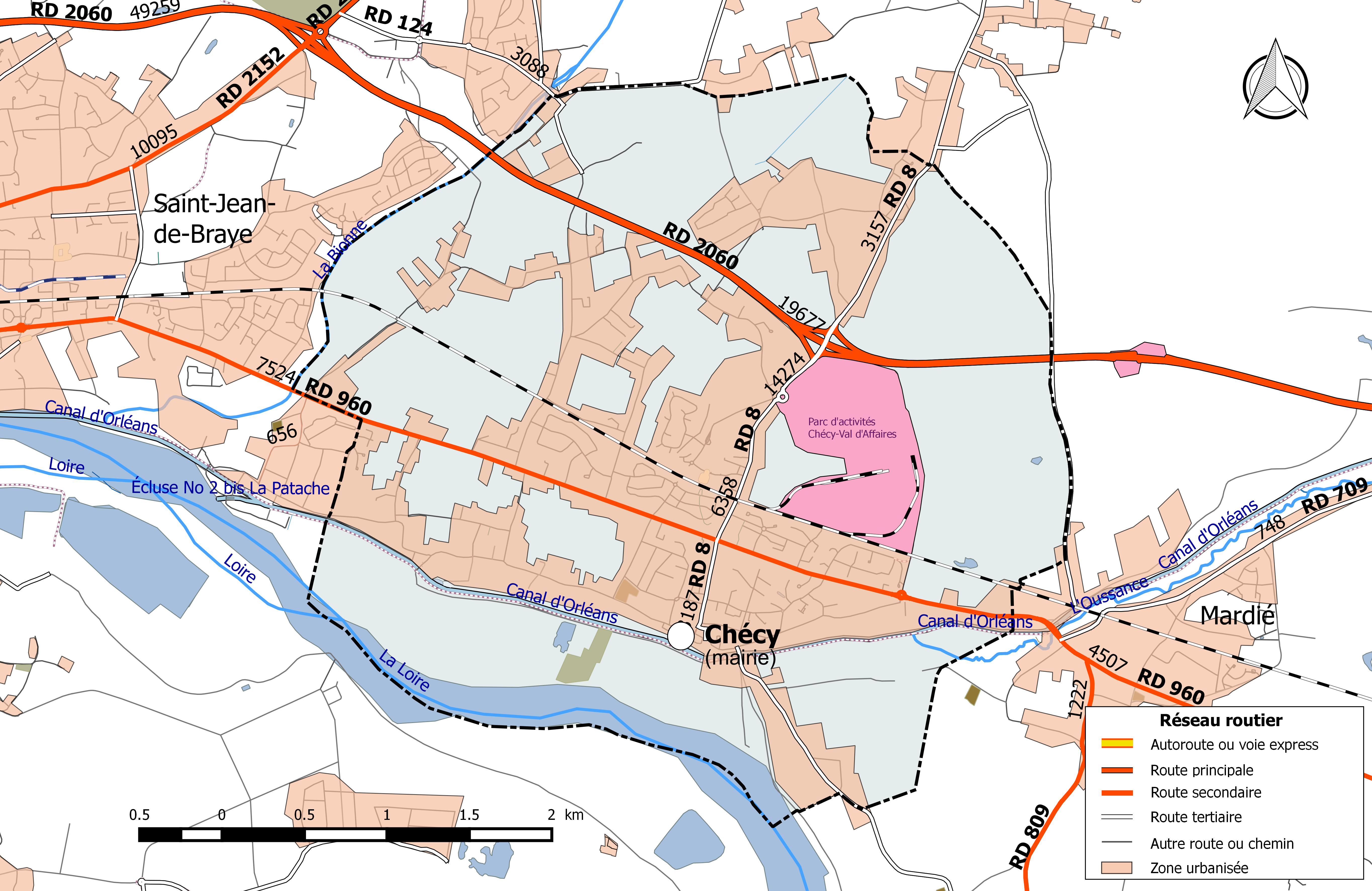
Réseau routier principal de la commune de Chécy (avec indication du trafic routier 2014).

Le territoire de la commune est traversé par les routes départementales 8 (qui va vers Vennecy, et Rebréchien au nord) et 960 (vers Orléans à l'ouest et Saint-Denis-de-l'Hôtel à l'est), par la route nationale 60 ou tangentielle d'Orléans (Orléans à l'ouest, Châteauneuf-sur-Loire à l'est) ainsi que par la ligne ferroviaire Orléans - Gien.
La commune est desservie par les autocars du réseau Ulys.
Chécy est traversée par le canal d'Orléans emprunté pour un tourisme fluvial. La Loire, autrefois navigable, n'est plus empruntée que pour des occupations sportives (kayak) ou de loisirs (bateaux à voile à fond plat traditionnels).

### Risques naturels et technologiques majeurs
La commune de Chécy est vulnérable à différents aléas naturels : inondations (par débordement de la Loire ou de ruisseaux), climatiques (hiver exceptionnel ou canicule), mouvements de terrains ou sismique. Elle est également exposée à un risque technologique : le transport de matières dangereuses.
Entre 1983 et 2016, dix arrêtés ministériels ayant porté reconnaissance de catastrophe naturelle ont été pris pour le territoire de la commune de Chécy dont trois pour des inondations et coulées de boue et sept pour des mouvements de terrain.

#### Risque d'inondation

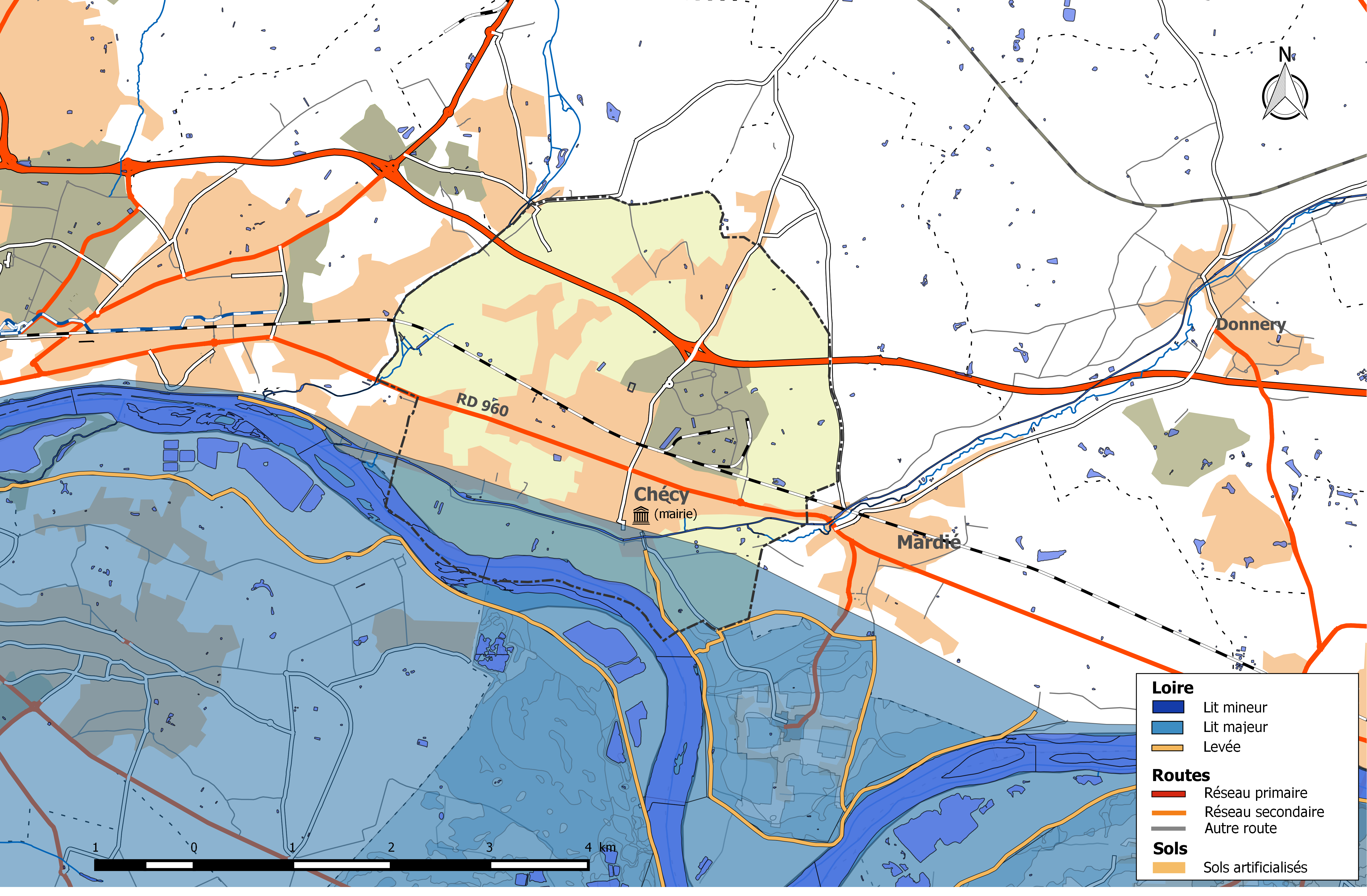
Zone inondable de la commune de Chécy.

La Loire est à l'origine des dégâts les plus importants sur la commune en cas de crue majeure. Les crues historiques sont celles de 1846, 1856, 1866 et 1907. Aucune crue n'a atteint depuis 1907 les hauteurs atteintes lors de ces événements catastrophiques.
La zone inondable de la commune fait partie du val d'Orléans qui s’étend sur 33 km de longueur, du hameau de Bouteille à l’amont au confluent du Loiret à l’aval. Ce val est protégé par une levée en terre, la levée d'Orléans, de 45 km de longueur, interrompue à 3,5 km environ en amont du confluent du Loiret. Il est inondé par le remous de la Loire dans la confluence du Loiret dès les premières crues simulées. Cette levée a été renforcée sur toute sa longueur. Le niveau de protection historique est celui visé par la construction du déversoir de Jargeau, aménagé à la fin du XIXe siècle à l'emplacement des brèches qui s'étaient produites en 1846, 1856 et 1866 et conçu initialement pour fonctionner au-delà de la cote de Loire à l'échelle d'Orléans proche de 6 m (crue de 1825, n'ayant pas occasionné de brèches). Les lignes d’eau en crue ont toutefois beaucoup changé depuis du fait de l’évolution morphologique du lit de la Loire, conséquence des ouvrages de navigation qui ont été réalisés au XIXe siècle  et de l’extraction massive de matériaux en deuxième partie du XXe siècle. Le déversoir ne remplit donc plus sa fonction de protéger la levée d’Orléans des surverses et il ne permet plus de définir l’objectif de protection du système d’endiguement.
L'analyse menée dans le cadre de l'étude de danger des digues, montre qu'aujourd'hui, le niveau de protection apparent de la levée est associé à une crue de période de retour d'environ 200 ans, soit une hauteur d'eau à l'échelle d'Orléans estimée à 5,75 m. Les zones de surverses probables mises en évidence se situent de l'amont vers l'aval, à Guilly, Tigy et Saint-Denis-en-Val (lieu-dit de Château Lumina). Par ailleurs, ces études montrent aussi que des défaillances avant dépassement des ouvrages sont probables, en particulier à Guilly, Tigy et Saint-Pryvé-Saint-Mesmin. Pour le secteur de Guilly, la probabilité de rupture n'est plus négligeable dès la crue de période de retour de 70 ans, soit une cote d'environ 4,60 m à l'échelle d'Orléans. Cette cote définit le niveau de sûreté actuel de la digue d'Orléans et correspond au seuil de déclenchement du plan d'évacuation massive de l'agglomération d'Orléans en cas de crue.
La zone inondable de la commune de Chécy couvre une surface de 401 hectares, soit 26 % du territoire communal. Cette zone se répartit en 94 ha en espaces agricoles, 69 ha en eau, 126 ha en espaces naturels, 4 ha en serres et 108 ha en surfaces urbanisées.  1 707 personnes résident dons cette zone.
Le risque d'inondation est pris en compte dans l'aménagement du territoire de la commune par le biais du Plan de prévention du risque inondation (PPRI) du val d'Orléans - val amont, approuvé le 20 janvier 2015. Deux nouveaux types de zones sont apparues par rapport au précédent PPRI, plus restrictives pour une meilleure protection des usagers : la zone de dissipation d'énergie (ZDE) et la zone d'expansion de crue (ZEC). Dans la ZDE, située immédiatement à l’arrière des levées, qui serait fortement affectée en cas de brèche ou de rupture de digue, toute construction nouvelle est interdite. La ZEC quant à elle correspond aux secteurs naturels ou agricoles qu’il convient de préserver pour l’étalement des eaux en cas d’inondation et éviter l’accroissement des risques. La ZDE de Chécy, d'une superficie de 10 ha, La ZDE concerne le nord-ouest du secteur résidentiel « Le Moulin de Lazare » et un secteur naturel au sud.
Deux documents permettent de définir les modalités de gestion de crise et d'organisation des secours : au niveau départemental, le Dispositif ORSEC départemental spécialisé déclenché en cas d'inondation de la Loire, le plan ORSIL, et au niveau communal le plan communal de sauvegarde.

#### Risque de mouvements de terrain
Le territoire de la commune peut être concerné par un risque d'effondrement de cavités souterraines non connues. Une cartographie départementale de l'inventaire des cavités souterraines et des désordres de surface a été réalisée. Il a été recensé sur la commune plusieurs effondrements de cavités.
Par ailleurs, le sol du territoire communal peut faire l'objet de mouvements de terrain liés à la sécheresse. Le phénomène de retrait-gonflement des argiles est la conséquence d'un changement d'humidité des sols argileux. Les argiles sont capables de fixer l'eau disponible mais aussi de la perdre en se rétractant en cas de sécheresse. Ce phénomène peut provoquer des dégâts très importants sur les constructions (fissures, déformations des ouvertures) pouvant rendre inhabitables certains locaux. Celui-ci a particulièrement affecté le Loiret après la canicule de l'été 2003. La plus grande partie du territoire de la commune est soumise à un aléa « faible » face à ce risque, selon l'échelle définie par le Bureau de recherches géologiques et minières (BRGM). Différentes bandes sont en aléa « moyen » (une bande courant de Combleux au centre-ville en passant par le Givroux, le petit Cochereau, la Cigogne, le Hameau et une zone au nord de la commune : le Petit Bourgneuf et le Grand Bourgneuf) et en aléa « fort » (l'Aveugle, le Cygne, Malécotière).

#### Transport de matières dangereuses
Le risque de transport de matières dangereuses peut survenir en cas d'accident impliquant une unité mobile (ex. camion) ou une canalisation transportant des matières dangereuses (toxique, inflammable...). Une matière dangereuse est une substance susceptible de présenter un danger et des conséquences graves pour l'homme et son environnement. À Chécy, le facteur prépondérant de risque est le transport routier empruntant la RD 2060.

#### Transports en commun
Chécy est desservi par deux lignes de bus standard (lignes 8 et 15), deux lignes scolaires (56 et 65), et le transport à la demande (resa’est).

## Toponymie

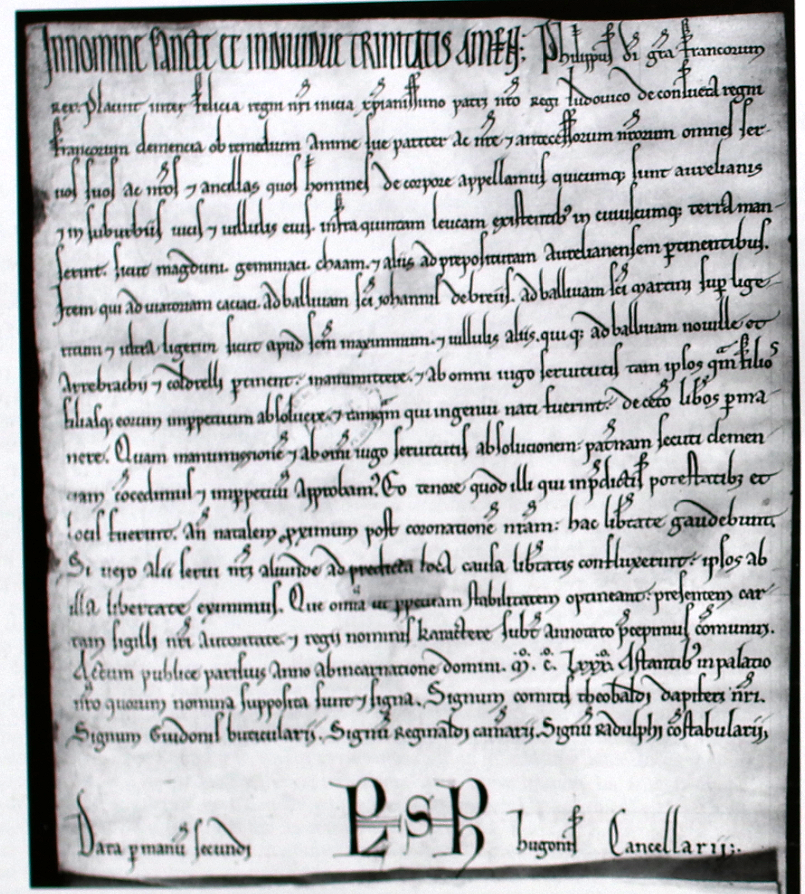
Reproduction d'une confirmation de la charte d’affranchissement de 1180 des serfs et des serves de la région d’Orléans et notamment ceux de la voirie de Chécy.

Chécy est l’héritière de l'ancienne Cattiacum (ou Cacciacum ou Caciacum) ou villa Cattiii (Caccii). Le village s'est en effet développé à partir du Domaine de Cattius (Caccius ou Cacius), un riche propriétaire terrien de l'époque gallo-romaine, le vocable en bas latin Caciacus étant formé du gentilice Cacius, suivi du suffixe acus,.
Seuls, une mention de possession ecclésiastique (« Capsiacus » dans une charte de 990 donnée par Hugues Capet confirmant les possessions de Sainte-Croix) et un patronyme (« Bardulfus de Calciaco » vers 980,), sont attestées avant l’an 1000. Pourtant la « villa Caciacum », dépendant comme tout l'Orléanais du pouvoir royal, relevait des Capétiens depuis l'avènement de Hugues Capet en 987.
II faut cependant attendre l'accession de Philippe II Auguste au trône de France en 1180, pour qu'apparaisse enfin un acte relatif au statut cacien. Il s'agit en l'occurrence d'une charte donnée cette même année par Louis VII le Jeune puis confirmée par son fils Philippe Auguste, qui octroie l'affranchissement aux serfs et serves se trouvant à Orléans et dans les cinq lieues environnantes, à savoir : Meung, Gémigny, Champs (à Saint-Sigismond), la voirie de Chécy (« viatoriam caciaci »), le bailliage de Saint-Jean-de-Braye, celui de Saint-Martin-sur-Loiret (Olivet), Saint-Mesmin, le bailliage de Neuville, Rebréchien, etc...

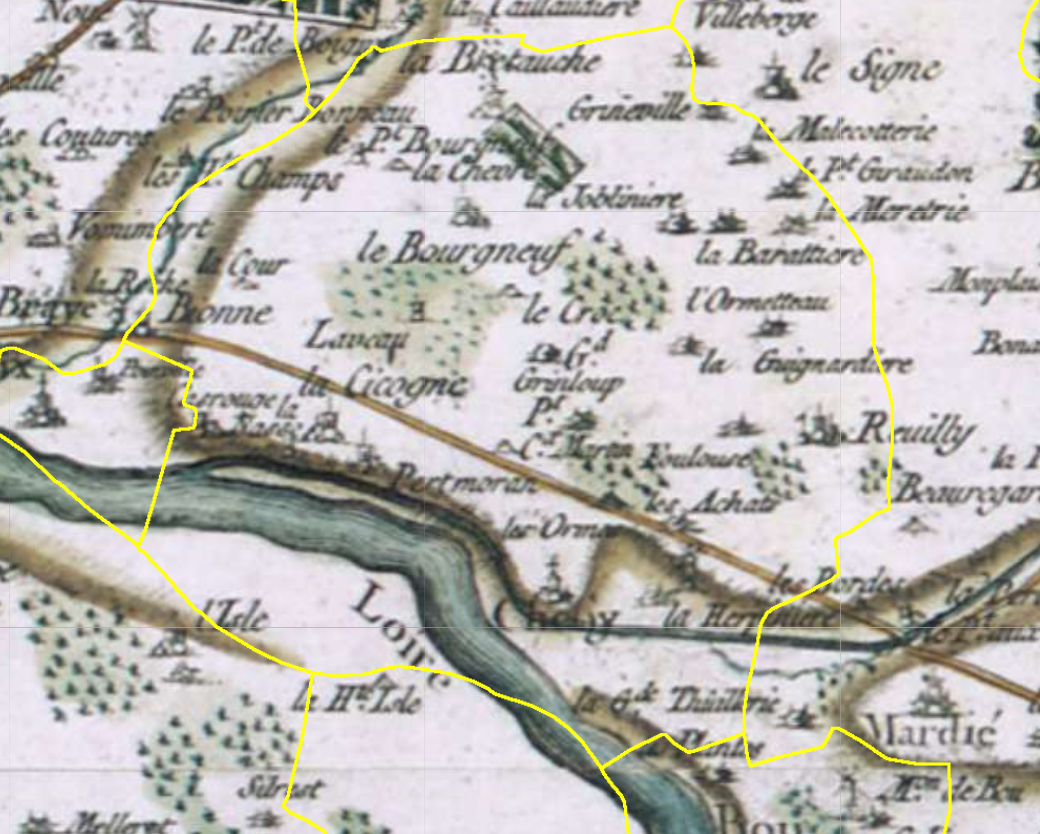
Chécy sur la carte de Cassini (limites communales modernes en jaune).

N'étant pas soumise à une tutelle seigneuriale locale, la ville de Chécy était administrée directement par le roi et l'agent voyer de la voirie de Chécy avait puissance juridique pour faire respecter les décisions royales. Treize ans après la charte d'affranchissement, Philippe Auguste se mariait en secondes noces avec Ingeburge, princesse danoise. Mariage tumultueux puisqu'il la répudia le lendemain de ses noces pour ne la reprendre que sous la pression des ecclésiastiques en 1213. Il avait cependant eu le temps de lui assigner en 1193, un douaire dans lequel figure que le roi donnait en dotation la prévôté d'Orléans et Chécy (« Checiaco » en latin), Châteauneuf et Neuville. À la mort du roi, la reine Ingeburge demanda à Louis VIII, fils de Philippe Auguste et futur père de Louis IX (Saint-Louis), de maintenir le douaire donné par son mari en 1193. Louis accepta et c'est dans cette charte de 1223 qu'il est mentionné que le roi lui accordait, entre autres, les taxes de rachat de la non-catholicité des juifs d'Orléans, de Chécy et de Châteauneuf.
Plusieurs mentions peuvent ensuite être signalées : « In parrochia de Chaciaco  » en 1221, «  Checiacum» en 1249, puis la graphie est stabilisée avec « Chécy » dans « La maison et les vignes de Chécy » en juin 1307, ou en décembre 1383, en janvier 1393 ou en mars 1489,, au XVIIIe siècle sur la Carte de Cassini ou en 1801, dans l'arrêté du 5 vendémiaire an IX portant réduction des justices de paix du département du Loiret.

## Histoire

### Époque gallo-romaine
L’habitation de la région orléanaise commence dès l’époque gallo-romaine. La région constitue un lieu de passage le long de la Loire. À Chécy, on a retrouvé les traces d’un carrefour de voies romaines, reliant Orléans (en passant par Saint-Jean-de-Braye), Paris, Gien et Sens. De plus, les Romains plantent les premières vignes, à proximité de la Loire, et cette activité perdurera jusqu’au XXe siècle.

### Moyen Âge
Au Moyen Âge, l’agriculture progresse aux dépens de la forêt, laissant des résidus forestiers sur les hauteurs tandis que les terres limoneuses, riches, sont cultivées. La vigne se développe et l’Orléanais est au cœur du domaine royal. La navigation sur le fleuve prend de l'ampleur en lien avec cette production commerciale, et le port de Chécy est le lieu d'une importante activité.
Entre 950 et 1100, Chécy perd de son territoire au profit de Combleux au sud-ouest et de Mardié (lieu-dit de Pont-aux-Moines au nord-ouest). Une léproserie est en activité sur la commune, sur une période allant au moins du XIIe au XVe siècle.
Jeanne d'Arc s'arrête à Chécy le 29 avril 1429 avant de partir reconquérir Orléans.

### Epoque moderne
Au début du XVIe siècle, le fleuve change de cours. Le port de Chécy, à sec, est abandonné.
Aux XVIIe et XVIIIe siècles, les vignerons représentent les deux tiers des métiers exercés. Au XVIIe siècle également, le canal d’Orléans est construit. Sous la Révolution française et le Premier Empire, le canal est la voie la plus fréquentée de France, et il résulte des embouteillages aux écluses une vie foisonnante à Chécy et Combleux.

### Époque contemporaine

#### Révolution française etIerEmpire, une nouvelle organisation territoriale
Le décret de l'Assemblée Nationale du 12 novembre 1789 décrète « il y aura une municipalité dans chaque ville, bourg, paroisse ou communauté de campagne ». Ce décret ne crée pas encore les communes, mais les municipalités, témoignant et entretenant une confusion entre l'institution et le territoire et ouvrant la porte à un nombre considérable de municipalités. En 1790, dans le cadre de la création des départements, le Loiret compte alors 367 municipalités, rattachées à 59 cantons et 7 districts. La municipalité de Checy est rattachée au canton de Saint-Jean-de-Braye et au district d'Orléans. Le terme « commune », au sens de l’administration territoriale actuelle, est imposé par le décret de la Convention nationale du 10 brumaire an II (31 octobre 1793) : « La Convention nationale, sur la proposition d’un membre, décrète que toutes les dénominations de ville, bourg ou village sont supprimées et que celle de commune leur est substituée ». Ainsi la municipalité de Checy devient formellement « commune de Checy » en 1793.
Les cantons sont supprimés, en tant que découpage administratif, par une loi du 26 juin 1793, et ne conservent qu'un rôle électoral, permettant l’élection des électeurs du second degré chargés de désigner les députés,. La Constitution du 5 fructidor an III, appliquée à partir de vendémiaire an IV (1795) supprime les districts, considérés comme des rouages administratifs liés à la Terreur, mais maintient les cantons qui acquièrent dès lors plus d'importance en retrouvant une fonction administrative. Enfin, sous le Consulat, un redécoupage territorial visant à réduire le nombre de justices de paix ramène le nombre de cantons dans le Loiret de 58 à 31,. Chécy est alors rattachée au canton Chécy et à l'Arrondissement d'Orléans par arrêté du 9 vendémiaire an X (1er octobre 1801),,. Cette organisation va rester inchangée pendant près de 150 ans.

#### XIXeetXXesiècles
En 1829, les bancs de sable accessibles depuis la rive sud mais liés administrativement à la rive nord du fait des droits paroissiaux sont rattachés aux communes de Sandillon et Saint-Denis-en-Val. Chécy perd ainsi 320 nouveaux hectares, pour obtenir sa forme actuelle. En 1912, l'épidémie du phylloxéra détruit une partie des vignes. C'est le début d'une période de crise (guerres mondiales, crise économique). Le développement des machines agricoles conduit à réaliser des cultures de plein-champ plutôt que de replanter les vignes.
D'ancienne commune rurale basée sur l'économie fluviale, Chécy est devenue depuis la fin du XXe siècle une commune périurbaine et tertiaire où les lotissements se multiplient. Il ne reste que quelques hectares de vigne que perpétuent l'association CAVE, par contre l'agriculture de pleins champs et les vergers sont encore présents sur le territoire.

## Politique et administration

### Découpage territorial
La commune de Chécy est membre de l'intercommunalité Orléans Métropole, un établissement public de coopération intercommunale (EPCI) à fiscalité propre créé le 1er janvier 2002 dont le siège est à Orléans. Ce dernier est par ailleurs membre d'autres groupements intercommunaux. En 2020, il s'agit du Syndicat mixte aménagement desserte aérienne de l'Ouest du Loiret (SMAEDAOL), du Syndicat mixte des bassins versants de la Bionne et du Cens et du Syndicat mixte d'aménagement hydraulique (SMAH) du bassin de la Retrêve et de son affluent le ruisseau du Renard.
Sur le plan administratif, elle est rattachée à l'arrondissement d'Orléans, au département du Loiret et à la région Centre-Val de Loire. Sur le plan électoral, elle dépend du  canton de Saint-Jean-de-Braye pour l'élection des conseillers départementaux, depuis le redécoupage cantonal de 2014 entré en vigueur en 2015, et de la sixième circonscription du Loiret  pour les élections législatives, depuis le dernier découpage électoral de 2010.

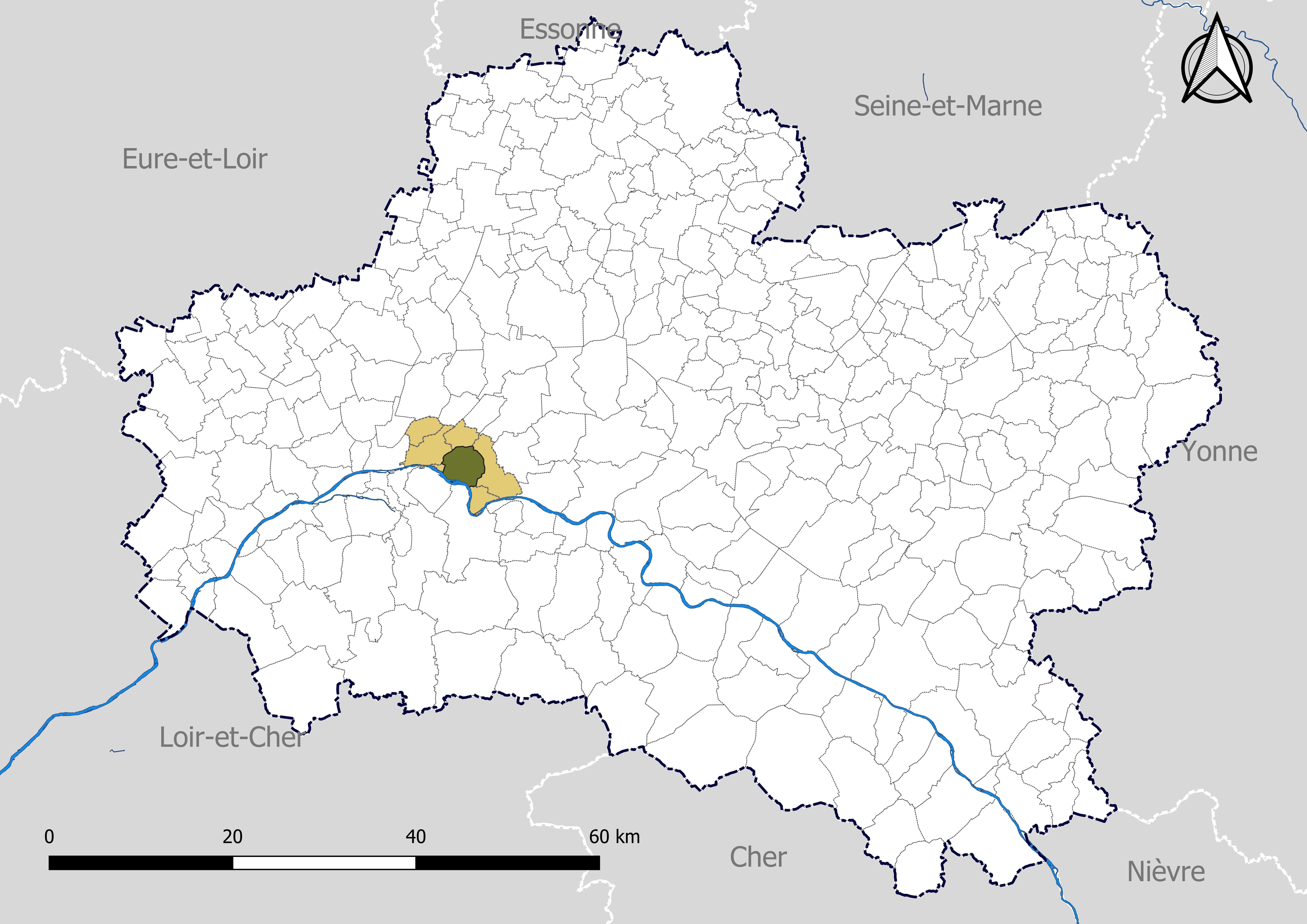
Chécy dans le canton de Saint-Jean-de-Braye en 2020.
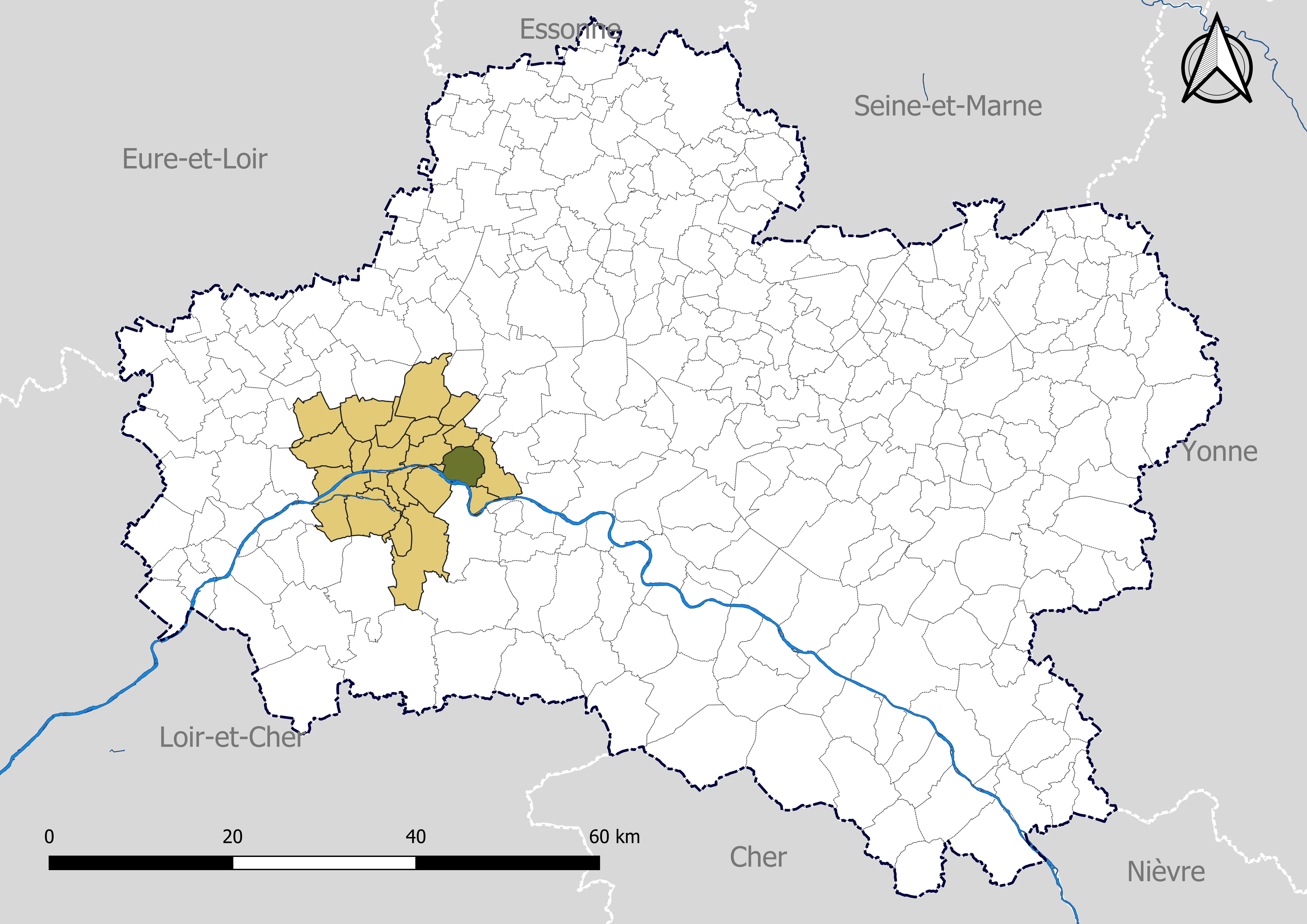
Chécy dans Orléans Métropole en 2020.
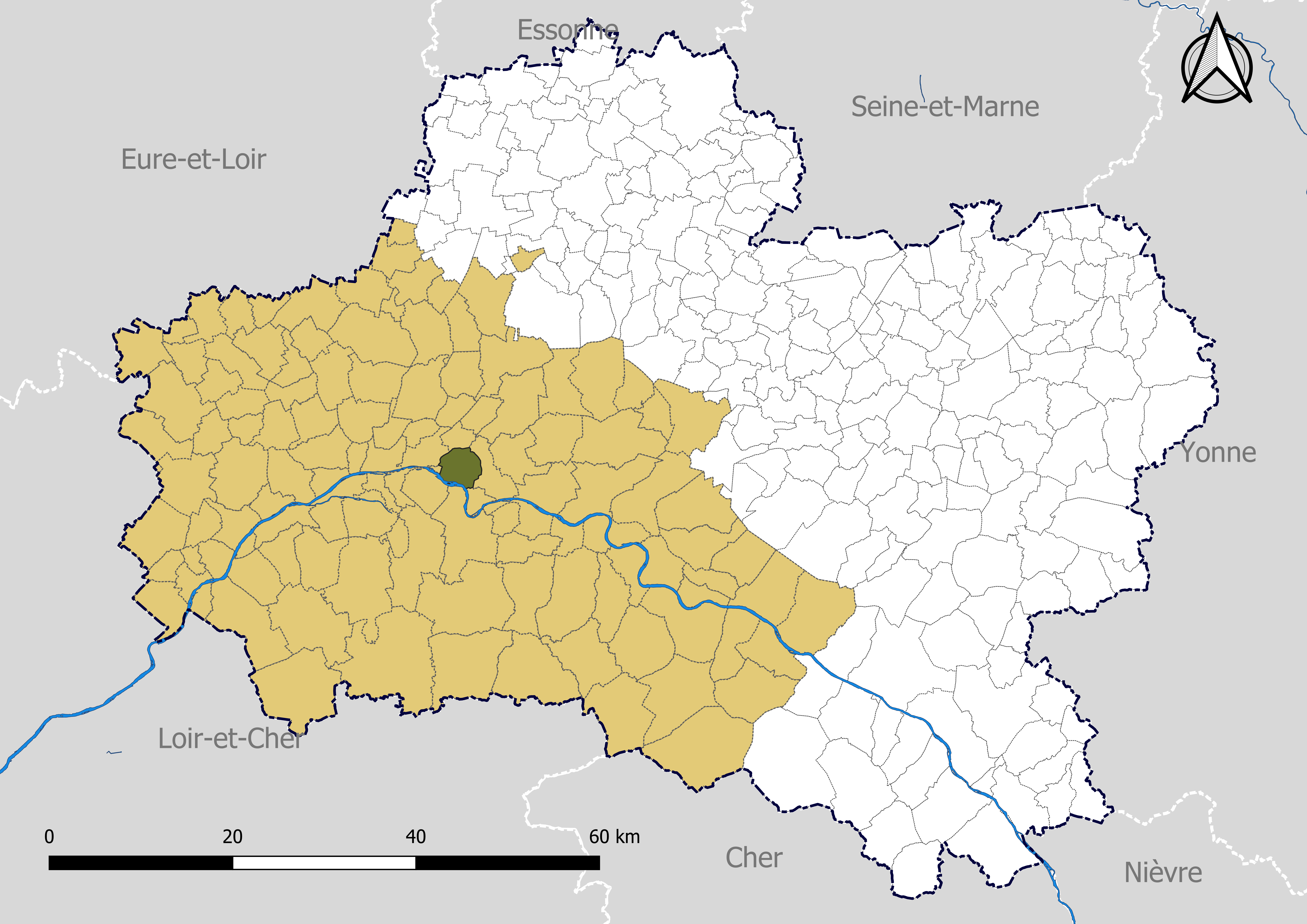
Chécy dans l'arrondissement d'Orléans en 2020.

### Politique et administration municipales

#### Conseil municipal et maire

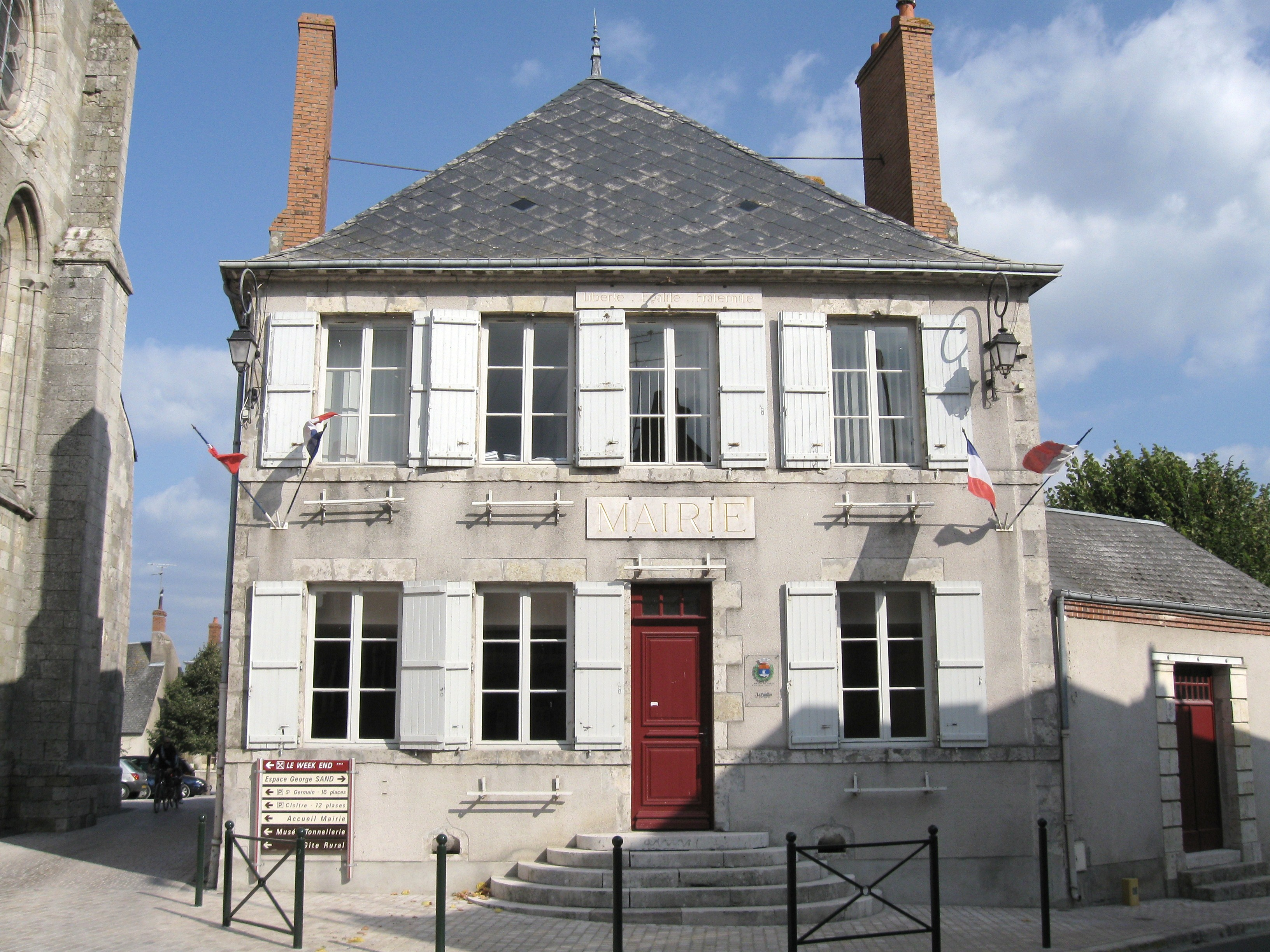
La mairie de Chécy.

Depuis les élections municipales de 2020, le conseil municipal  de Chécy, commune de plus de 1 000 habitants, est élu au scrutin proportionnel de liste à deux tours (sans aucune modification possible de la liste), pour un mandat de six ans renouvelable. Il est composé de 29 membres. L'exécutif communal est constitué par le maire, élu par le conseil municipal, parmi ses membres, pour un mandat de six ans, c'est-à-dire pour la durée du mandat du conseil. Jean-Vincent Valliès est maire depuis 2014.
| Période                                  | Période  | Identité                                          | Étiquette   | Qualité |
| ---------------------------------------- | -------- | ------------------------------------------------- | ----------- | --- |
| Les données manquantes sont à compléter. |          |                                                   |             | |
|                                          | 1896     | Dufour                                            |             | |
| 1896                                     |          | Charles Le Ray de Chaumont, marquis de Saint-Paul | Cons.       | |
| 1908                                     | 1911     | Mathieu Benard-Coutant                            |             | |
| 1911                                     | 1919     | Eugène Creusillet-Bérault                         |             | |
| 1919                                     | 1929     | Victor Moullé                                     |             | |
| 1929                                     | 1940     | Albert Creussillet                                |             | |
| 1940                                     | 1942     | Henri Fouqueau                                    |             | |
| 1942                                     | 1944     | Marcel Basseville                                 |             | |
| 1944                                     | 1953     | André Prévost                                     |             | |
| 1953                                     | 1957     | Henri Létang                                      |             | |
| 1957                                     | 1963     | Jean Beaudoin                                     |             | |
| 1963                                     | 1965     | Robert Moizard                                    |             | |
| 1965                                     | 1971     | André Tissier                                     |             | |
| 1971                                     | 1982     | Robert Moizard                                    | RPR         | Commerçant |
| 1982                                     | 1995     | Gérard Lambert                                    | RPR         | Médecin |
| 1995                                     | 2001     | Daniel Coulaud                                    | PS          | Docteur en géographie et urbaniste |
| 2001                                     | 2008     | Francis Duché                                     | UMP         | Cadre d'exploitation Président de la SEMTAO |
| 2008                                     | En cours | Jean-Vincent Valliès,                             | PS puis DVG | Responsable service protection de l'enfance Conseiller régional (2010-2015) Vice-président d'Orléans Métropole Conseiller départemental depuis 2021 |

En 2008, la commune a reçu le label « Ville Internet ».

### Finances de la commune
La commune a été 2007 en situation de surendettement. L’état de ses finances est depuis équilibré et positif. Voir rapports de la CRC

### Relations internationales
Jumelage
- Ilvesheim (Allemagne) depuis 1994[91].

Partenariat
- Hodod (Roumanie) depuis 1990[92].
- Bangui (République centrafricaine)[93].

## Équipements et services publics

### Gestion de l'eau

#### Eau potable
Le service public d’eau potable est une compétence obligatoire des communes depuis l’adoption de la loi du 30 décembre 2006 sur l’eau et les milieux aquatiques. La production et la distribution de l'eau potable sur le territoire communal était assurée en régie jusqu'au 1er janvier 2017, par le SIAEP Vals Loire Bionne & Cens. La gestion de l’eau étant une compétence obligatoire des communautés urbaines et des métropoles, la communauté urbaine Orléans Métropole s'est substituée à la commune pour la mise en œuvre du service public d'eau potable lors de la transformation de la communauté d'agglomération Val de Loire en communauté urbaine le 1er janvier 2017, puis c'est la métropole Orléans Métropole le 1er mai 2017 qui a pris cette compétence. La ville de Chécy est alimentée en eau potable par deux forages pompant l'eau à 100 m de profondeur dans la nappe souterraine des calcaires de Beauce : le forage de Grainloup, route de Vennecy, mis en service en 1957, et le forage Le Godet - Échelette, mis en service en 1977.

#### Eaux usées
La compétence assainissement, qui recouvre obligatoirement la collecte, le transport et l’épuration des eaux usées, l’élimination des boues produites, ainsi que le contrôle des raccordements aux réseaux publics de collecte, est assurée depuis le 1er janvier 2002 par la Communauté de l'Agglomération Orléans Val de Loire, puis le 1er janvier 2017 par la communauté urbaine et enfin depuis le 1er mai 2017 par Orléans Métropole.
Depuis le 1er mai 2016, la métropole a signé un contrat de délégation de service public avec la société Suez Environnement pour l'exploitation des réseaux et ouvrages de transport de 11 communes du territoire métropolitain dont Chécy. Le réseau comprend un réseau unitaire (eaux usées + eaux pluviales) de 11 946 ml, un réseau séparatif eaux usées de 43 160 ml et un réseau d'eaux pluviales de 19 595 ml. Sur la commune, on compte 4 stations de relevage pour les eaux usées. Ces stations peuvent contenir de une à quatre pompes dont les puissances peuvent varier de 1,3 kW à 140 kW (soit de 3 l/s à 450 l/s).
Un zonage d'assainissement, qui délimite les zones d'assainissement collectif, les zones d'assainissement non collectif et le zonage pluvial a été réalisé par l’AgglO et a été approuvé par délibération du conseil de communauté du 15 avril 2004.
La commune est raccordée à une station d'épuration située sur le territoire communal. Cet équipement, dont la capacité est de 25 000 EH, a été mis en service le 1er janvier 1980 et son exploitation est assurée depuis mai 2016 par Véolia.

### Gestion des déchets

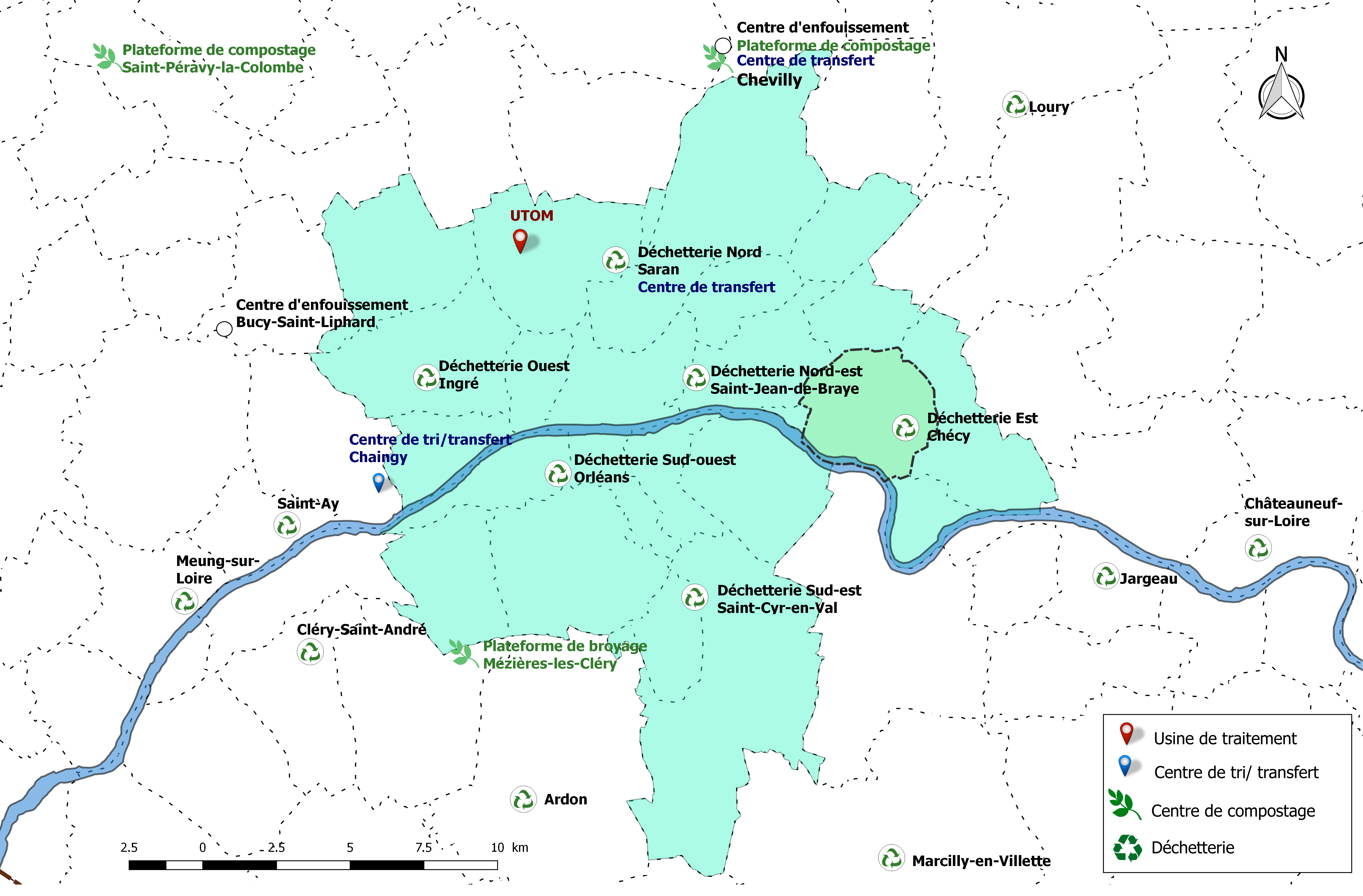
Sites de collecte, de traitement et de valorisation des déchets de la communauté urbaine d'Orléans Métropole, avec localisation de la commune de Chécy.

La collecte, le traitement et la valorisation des déchets est une compétence exclusive de la communauté urbaine Orléans Métropole depuis 2000 (l'intercommunalité était alors communauté de communes). La collecte des déchets ménagers résiduels (DMr) est effectuée en porte-à-porte sur toutes les communes de la communauté urbaine. Un réseau de six déchèteries accueille les encombrants et autres déchets spécifiques (déchets verts, déchets dangereux, gravats, cartons…), dont une est installée à Chécy dans le Parc d’activités de la Guignardière – rue Pierre et Marie Curie.
Une unité de traitement permettant la valorisation matière des déchets ménagers recyclables (corps creux, corps plats et multimatériaux) et la valorisation énergétique (incinération) des déchets résiduels est en service sur la commune de Saran depuis 1996. Elle est exploitée par la société Orvade, filiale du groupe Veolia.

### Enseignement

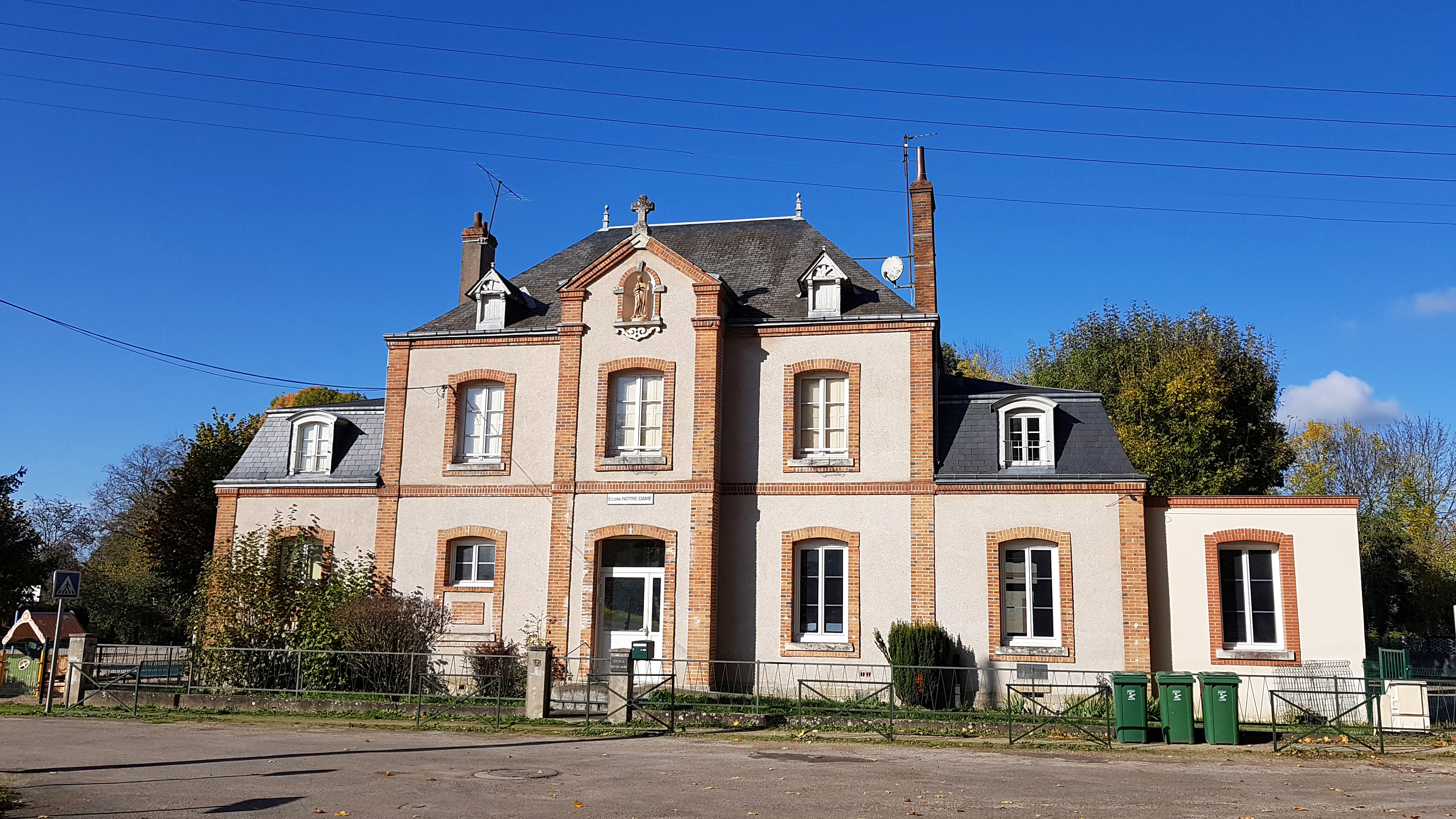
École privée Notre-Dame.

Chécy est situé dans l'académie d'Orléans-Tours et dans la circonscription d'Orléans-Est.
La commune possède deux écoles maternelles, trois écoles primaires et un collège:
- Groupe scolaire Albert Camus, maternelle et primaire ;
- Groupe scolaire Jean-Baudoin[Lequel ?], maternelle et primaire ;
- École privée Notre-Dame-de-la-Bretauche, primaire ;
- Collège Pierre-Mendès-France.

### Sports
- Centre aquatique : l'Aquacienne ;
- Stade communal et gymnase ;
- Association Sportive de Chécy (ASC).

## Démographie
L'évolution du nombre d'habitants est connue à travers les recensements de la population effectués dans la commune depuis 1793. Pour les communes de moins de 10 000 habitants, une enquête de recensement portant sur toute la population est réalisée tous les cinq ans, les populations de référence des années intermédiaires étant quant à elles estimées par interpolation ou extrapolation. Pour la commune, le premier recensement exhaustif entrant dans le cadre du nouveau dispositif a été réalisé en 2008.

En 2022, la commune comptait 8 948 habitants, en évolution de +2,89 % par rapport à 2016 (Loiret : +1,89 %, France hors Mayotte : +2,11 %).
| 1793  | 1800  | 1806  | 1821  | 1831  | 1836  | 1841  | 1846  | 1851  |
| ----- | ----- | ----- | ----- | ----- | ----- | ----- | ----- | ----- |
| 1 400 | 1 533 | 1 636 | 1 808 | 1 945 | 1 964 | 2 018 | 1 996 | 2 103 |

| 1856  | 1861  | 1866  | 1872  | 1876  | 1881  | 1886  | 1891  | 1896  |
| ----- | ----- | ----- | ----- | ----- | ----- | ----- | ----- | ----- |
| 2 009 | 2 011 | 1 804 | 1 978 | 1 838 | 1 836 | 1 982 | 1 851 | 1 812 |

| 1901  | 1906  | 1911  | 1921  | 1926  | 1931  | 1936  | 1946  | 1954  |
| ----- | ----- | ----- | ----- | ----- | ----- | ----- | ----- | ----- |
| 1 778 | 1 811 | 1 734 | 1 578 | 1 587 | 1 591 | 1 537 | 1 623 | 1 858 |

| 1962  | 1968  | 1975  | 1982  | 1990  | 1999  | 2006  | 2008  | 2013  |
| ----- | ----- | ----- | ----- | ----- | ----- | ----- | ----- | ----- |
| 2 010 | 2 283 | 3 986 | 6 299 | 7 177 | 7 221 | 7 863 | 8 044 | 8 756 |

| 2018  | 2022  | - | - | - | - | - | - | - |
| ----- | ----- | - | - | - | - | - | - | - |
| 8 636 | 8 948 | - | - | - | - | - | - | - |

## Économie
La commune a toujours eu une tradition commerciale. Aujourd'hui, le tertiaire reste l'activité dominante : zone commerciale (39 boutiques), commerces de proximité, services (36 entreprises en centre-bourg) mais aussi un peu de tourisme (camping...). Le parc d'activité possède une superficie de 66 hectares et regroupe 51 entreprises ; 46 entreprises se trouvent par ailleurs le long de la route nationale. L'agriculture est néanmoins encore présente.

### Culture
L'espace George Sand est un centre culturel. La commune possède également une salle des fêtes et deux salles communales.
Au niveau gastronomique, on peut signaler le fromage orléanais Chécy qui porte le nom de la commune.

## Culture locale et patrimoine

### Lieux et monuments

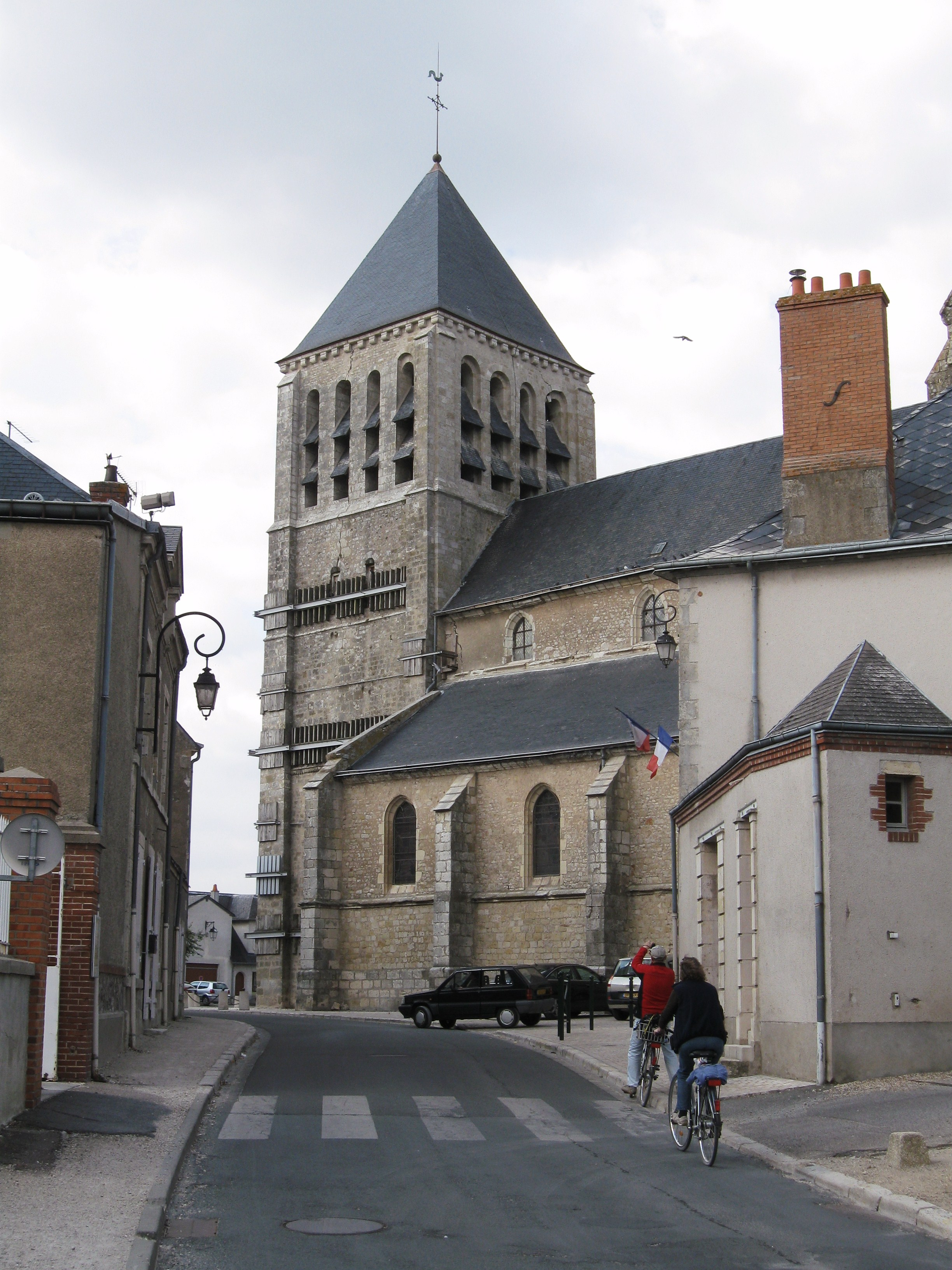
L'église Saint-Pierre.

- L'église Saint-Pierre comprend une tour-clocher du XIIe siècle, un chœur et le transept du XIIIe siècle. Elle est classée monument historique depuis le 7 mars 1908[115]. On y voit un triptyque, La crucifixion, œuvre du peintre François Legrand.
- Le château de la Prêche, privé, date du XVIIe siècle, sauf l'aile qui date du XIXe siècle. Il est classé MH depuis le 16 mai 1974[116].
- Le château de la Herpinière et ses communs, privés, XVIIe et XIXe siècles.
- Le château de Reuilly, privé, XVIIIe siècle.
- Le château du Croc, propriété de Thélem assurances, date des XVIIe et XIXe siècles.
- Le château de Portmorand n'est constitué que de quelques restes du XVIe au XVIIIe siècle.
- Le château de la Bretauche, demeure privée, a été habitée en particulier par Daniel-François Legrande de Melleray, intendant des finances du duc d'Orléans durant la Régence.
- Le musée de la Tonnellerie, qui date de 1989, retrace l'histoire de la vigne et la vie des tonneliers[117].
- Le bassin de radoub dit cale à Giraud faisait partie d'un projet de gare d'eau en 1833. Finalement seul le bassin fut réalisé en 1895. Il fait partie de l'inventaire général du patrimoine culturel depuis 2000[118].
- Le pont du canal d'Orléans, construit au XVIIIe siècle, partiellement reconstruit en 1871 puis en 1928. Il fait partie du même inventaire[119] ;
- Le bief de Combleux du canal d'Orléans ;
- La levée de la Loire.

Plusieurs associations œuvrent pour la préservation du patrimoine :
- Chécy, les Amis du Patrimoine (CAP)[120],
- Chécy, les Amis de la VignE (CAVE)[80],[121]
- L'association pour la navigation du canal d'Orléans (ANCO)[122].

### Sites et paysages remarquables

#### Patrimoine mondial de l'Unesco
Le 30 novembre 2000, le Val de Loire, dans son cours moyen de Sully-sur-Loire (Loiret) à Chalonnes-sur-Loire (Maine-et-Loire), est inscrit sur la Liste du patrimoine mondial de l'organisation des Nations unies pour l'éducation, la science et la culture (UNESCO) comme « paysage culturel ». Cette inscription reconnaît au site une « valeur universelle exceptionnelle » fondée sur la densité de son patrimoine monumental, architectural et urbain, l'intérêt du paysage fluvial et la qualité exceptionnelle d’expressions paysagères héritées de la Renaissance et du Siècle des Lumières. Toute altération de la V.U.E. est considérée comme une perte pour la mémoire de l’Humanité. Le préfet de la région Centre, préfet coordonnateur, approuve le plan de gestion pour le Val de Loire patrimoine mondial par arrêté en date du 15 novembre 2012. Trente-cinq communes du Loiret sont concernées, dont Chécy qui a une frange de son territoire inscrite et le reste en zone tampon.

#### Site classé
Le site dénommé « site de Combleux » » est classé au titre de la loi du 2 mai 1930 depuis un arrêté du 14 octobre 1988. D'une superficie totale de 285 hectares, il concerne les communes de Combleux, Saint-Jean-de-Braye, Chécy, Saint-Denis-en-Val, Saint-Jean-le-Blanc et Orléans. Il est considéré comme le plus riche sur le plan paysager de l'agglomération orléanaise, au cœur de la coulée verte qui traverse d'est en ouest l'aire du schéma directeur d'aménagement et d'urbanisme d'Orléans.

### Personnalités liées à la commune
- Raymond Muelle (1921-2013), écrivain français, ancien officier parachutiste qui a participé à la Seconde Guerre mondiale et aux guerres d'Indochine et d'Algérie, est né à Chécy.
- Françoise Nicolas, née en 1940 à Chécy, athlète du demi-fond, deux fois championne de France du 3 000 mètres et trois fois recordwoman nationale de cette discipline.

### Héraldique
| Blason de Chécy | Les armes de Chécy se blasonnent ainsi : D'azur à la nef d'argent, la voile gonflée, voguant sur une mer du même ; au chef cousu de gueules chargé d'une tour d'or, maçonnée de sable et mouvant du trait du chef, l'écu surmonté d'une couronne murale d'argent maçonnée de sable doublée de gueules, entouré de deux branches de chêne de sinople fruitées d'or. | Blason complet en façade de la mairie |

### Manifestations culturelles
- Fête de la Saint-Vincent en janvier organisée par les associations CAP (Chécy, les Amis du Patrimoine) et CAVE (Chécy, les amis de la VignE) ;
- Fête johannique, le dernier week-end d'avril ;
- Marché le samedi... et marché étendu le dernier samedi de chaque mois

### Anecdote
Le 11 septembre 2005, une salade de fruits de 5 185 kg y est préparée, faisant entrer la ville dans le livre des records. Le record est battu quelques années plus tard.
Le « record mondial de la plus grosse salade de fruits » retourne à Chécy le 5 octobre 2019 en franchissant la barre des 10 340 kg à minuit moins le quart. La salade de fruits est vendue le lendemain au profit de quatre associations qui aident des enfants malades (T'libre Max, Un arc-en-ciel pour Clara, Rêves, Sourires et partages).

#### Ouvrages
- Louis Marie Prudhomme, Dictionnaire géographique et méthodique de la République française en 120 départements, volume 1, Paris, Louis Marie Prudhomme, 1798, 673 p. (lire en ligne).
- Abbé Patron, Département du Loiret : Dictionnaire des communes, Paris, Comédit, 1870 (réimpr. 1991), 511 p. (ISBN 978-2-909112-01-5 et 2-909112-01-2)
- Abbé Duchateau, Souvenirs de Chécy, Le livre d'histoire, coll. « Monographies des villes et villages de France », 1914 (réimpr. 1992), 184 p.
- Camille Bloch, Cahiers de doléances du bailliage d'Orléans pour les États généraux de 1789 - tome 1, Orléans, Ministère de l'Instruction publique, 1906 (lire en ligne)
- Camille Bloch, Cahiers de doléances du bailliage d'Orléans pour les États généraux de 1789 - tome 2, Orléans, Ministère de l'Instruction publique, 1907 (lire en ligne)
- Christian Poitou, Paroisses et communes de France - Loiret, Paris, CNRS, 1982, 533 p. (ISBN 2-222-02930-9).
- Roland Rabartin, Le Canal d'Orléans au fil du temps, Paris, Conseil général du Loiret, 1993, 80. (ASIN B000X7TUVU)
- Collectif, Loiret : un département à l'élégance naturelle, Paris, Christine Bonneton, 2 septembre 1998, 319 p. (ISBN 978-2-86253-234-9)
- Collectif, Chécy, ville de Loire, Mairie de Chécy, 2000 (ISBN 2-9514509-0-7)
- Collectif, Communes d’hier, communes d’aujourd’hui : Les communes de la France métropolitaine, 1801-2001. Dictionnaire d’histoire administrative, Paris, Institut National d’Études Démographiques, 2003, 408 p. (ISBN 978-2-7332-1028-4, lire en ligne)
- Michel Marinier, Chécy, 10 siècles d'une histoire redécouverte, 2005, 300 p. (ISBN 2-9521836-0-0, lire en ligne)
- Collectif, Chécy 1914-1918, Mairie de Chécy, 2014[126]
- Jean-Pierre Riglet, Vignes et vignerons à Chécy, 2020

#### Rapports
- Plan de prévention des risques d'inondations dans le Val d'Orléans - Agglomération Orléanaise : Rapport de présentation, 20 janvier 2015 (lire en ligne) - Règlement - Carte du zonage réglementaire de Chécy.
- Rapports sur le prix et la qualité du service public d'assainissement dans Orléans-Métropole : 2015, 2016, 2017.
- Les services publics d'eau et d'assainissement (lire en ligne)

### Filmographie
- Chécy : fin de la viticulture (19 juillet 1997, 2 min), France 3 « Visionner la vidéo » [vidéo], sur ina.fr.